# タイ国際航空
タイ国際航空（タイこくさいこうくう、タイ語: บริษัท การบินไทย จำกัด、英語: Thai Airways International）は、タイの航空会社であり、同国最大の航空会社（フラッグ・キャリア）である。
後述のように、かつて存在した親会社のタイ航空 (Thai Airways Company) とは別法人であるが、日本語ではタイ国際航空を指して「タイ航空」と称する表現が定着している例もある（「タイ航空機爆発事件」など）。

## 概要

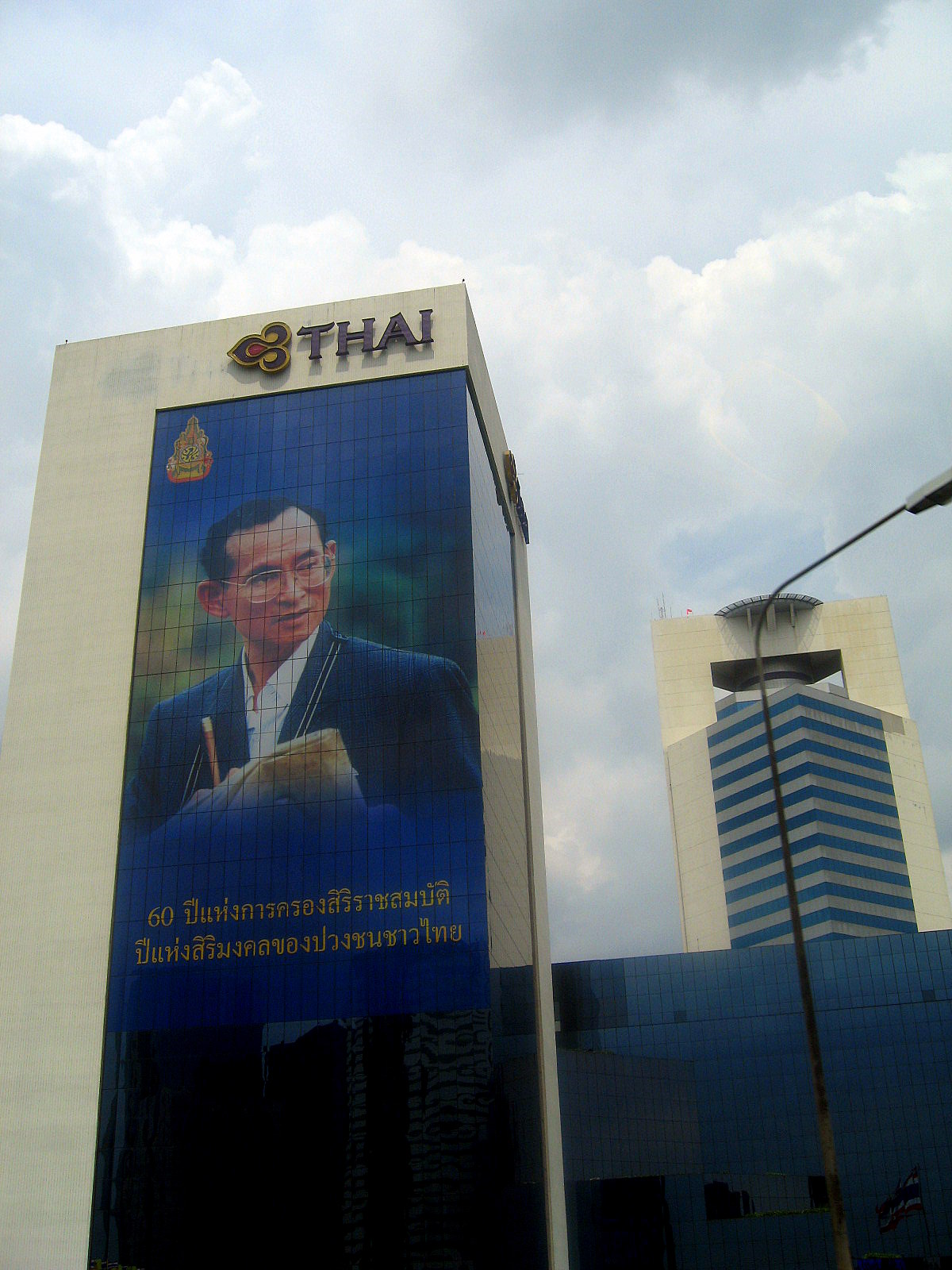
タイ国際航空本社ビル

タイ王国を代表する大企業の一つで、スワンナプーム国際空港をハブ空港とするタイ王国の「フラッグ・キャリア」である。またアジアのみならず世界でも有数の規模を持つ航空会社でもある。
コンデナスト・トラベラーなどの旅行専門誌や、各国のビジネス誌などによるサービスランキングでは上位の常連であり、スカイトラックス社の「ベスト・キャビン・スタッフ&ベスト・エアライン」賞を2006年に受賞している。また、機材の新しさと整備技術の高さから航空会社の安全度ランキングでは「A」をマークする。
南アメリカを除く全大陸に就航しているほか、タイ王国の国内線にそのネットワークを広げている。なお、世界最大の規模を持つ航空連合のスターアライアンスに、ルフトハンザ航空やスカンジナビア航空（SAS）、エア・カナダ、ユナイテッド航空らとともに発足当初からのスターティング・メンバーとして加盟しており、同アライアンスの代表的メンバーである。
航空券の座席予約システム（CRS）は、アマデウスITグループが運営するアマデウスを利用している。
長年の放漫経営や不透明な経営体質がたたり、2014年には負債総額が約2660億バーツに達して経営危機に陥った。当時、陸軍のクーデターによる半ば軍政下状態であったこともあり、公的資金の注入と引き換えに保有機体や不動産の売却、従業員の削減を伴う強権的な経営再建計画が進められ、2016年には最終利益で黒字に転換させることができた。しかし、政権や経営陣が交代すると再び放漫経営体質と不正が復活、強固な労働組合の対決姿勢も加わり、新たな改革や再建計画の導入は進まないまま、2020年5月19日、新型コロナウイルスの感染拡大に伴う運航停止の影響で経営破綻に追い込まれた。
2020年の経営破綻前は、タイ財務省が出資比率は51.03％、タイ財務省が設立した基金「Vayupakファンド」が7.6％、タイ政府貯蓄銀行が2.1％と続く、タイ政府が経営に強い影響力を行使できる事実上の国営企業であった。その後破産法に基づく会社更生手続きを円滑に進めるために、タイ財務省が持つ株式のうち3.17％を「Vayupakファンド」に売却し、タイ政府の経営関与を少なくし、早期の経営再建を行うことになった。

## 歴史
設立は1959年（タイ仏暦2502年）で、国内航空会社「タイ航空 (Thai Airways Company)」(70%) と「スカンジナビア航空（Scandinavian Airlines System）」(30%) の合弁事業として設立された。
1960年に国際線の運航を開始し、1971年にオーストラリアに、1972年にヨーロッパに、1980年には北アメリカへの運航を開始するなどそのネットワークを拡充した。1977年にタイ政府が全株式を取得したものの、その後もスカンジナビア航空と密接な関係を保っている。
1988年に国内航空会社「タイ航空 (Thai Airways Company)」と合併。その後株式を一部公開し半官半民事業会社となる（株主のほとんどは王室か政府である）。

### 沿革
- 1959年 : 設立。
- 1960年 : 運航開始。
- 1971年 : オーストラリアへ就航。

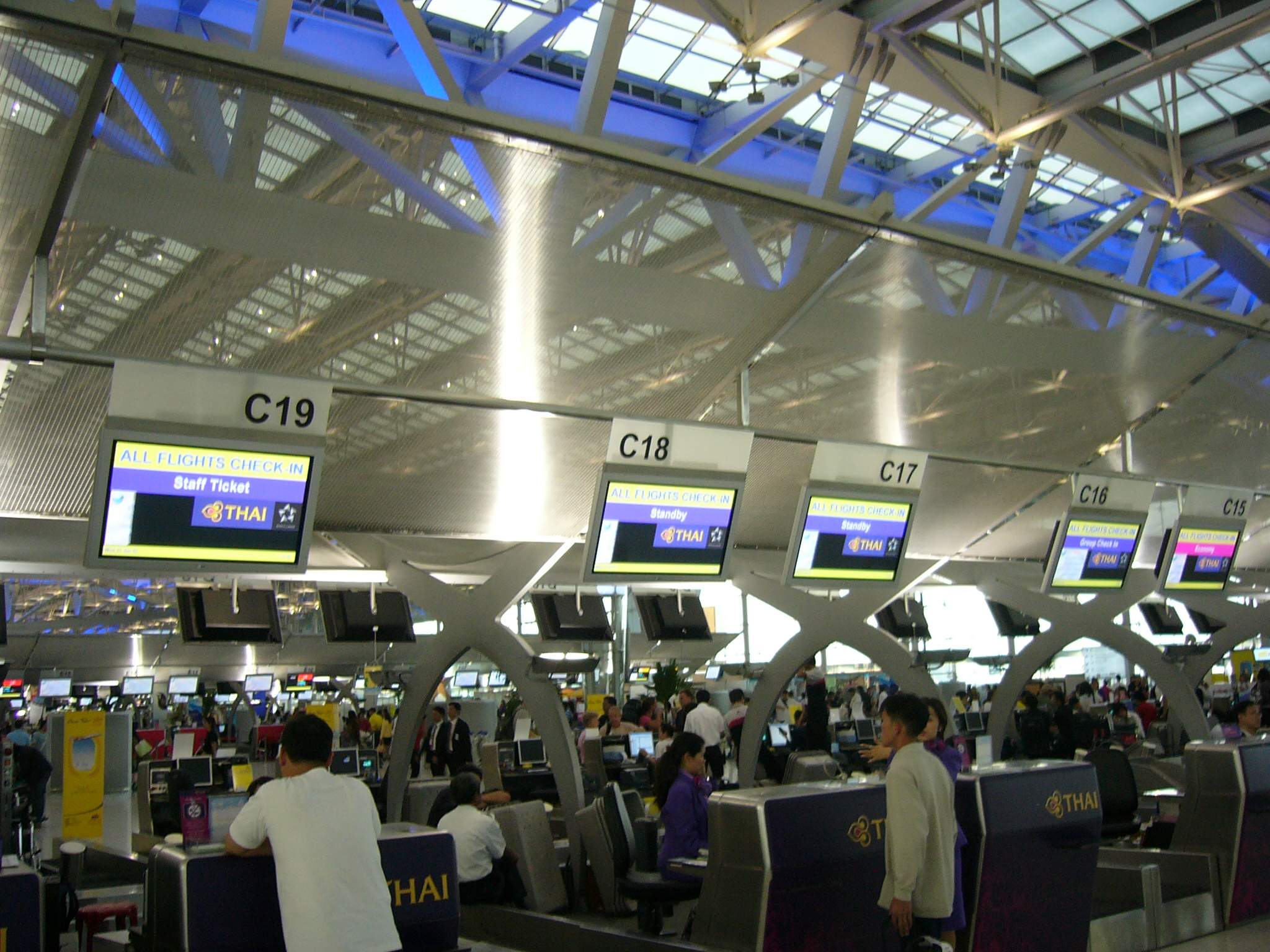
スワンナプーム国際空港

- 1972年 : ヨーロッパ（コペンハーゲン）へ就航。
- 1980年 : 北米路線開設。就航当時の路線はバンコク - 成田 - シアトル - ロサンゼルス。最終目的地をロサンゼルスからダラスへ変更。ダラスへ就航していた当時は、タイ国際航空しか就航しておらず好調だった。ところが、1987年にアメリカン航空がボーイング747-SPでダラスからノンストップかつ毎日運航で成田へ乗入れを開始すると、客足が利便性が高いアメリカン航空へ流れるようになり、目的地をトロントに変更したが、バンコク - 成田 - シアトルはボーイング747-200、シアトル - トロントはエアバスA310と区間によって使用機材が異なり、シアトルで乗り換えしなければならないという不便が強いられることや、カナディアン航空がDC-10-30ERでトロントから成田へ直行便を飛ばしており、ここでも客足が伸びず、ソウル/金浦経由ロサンゼルス線と台北・シアトル経由ダラス線に変更するも、1993年に北米線の運航を一旦休止。
- 1997年 : エア・カナダ、スカンジナビア航空、ルフトハンザドイツ航空、ユナイテッド航空と共に航空連合「スターアライアンス」を立ち上げ。
- 2005年5月1日 : ニューヨーク/JFKへの直行便を開設。所要時間は約17時間。使用機材はエアバスA340-500。
- 2005年11月1日 : モスクワへ就航。当時の使用機材はMD-11で、現在はボーイング777-200ER。
- 2005年11月7日 : バンコク - 大阪/関西 - ロサンゼルス線を直行便に切り替え。使用機材はA340-500。なお、A340-500が検査等でA340-600が投入される時はロサンゼルス発のみ、関西やソウル/仁川に寄航し給油（テクニカルランディング）。
- 2006年9月28日 : バンコク・スワンナプーム国際空港が開港、移転。
- 2006年10月29日 : ヨハネスブルクへ就航。使用機材はA340-600。
- 2006年10月30日 : ハイデラバードへ就航。使用機材はエアバスA300-600R。また、バンコク発成田行きのTG640便を昼行便から夜行便にシフト。使用機材は現行と同じボーイング777-300。
- 2007年3月25日 : 国内線の多くをドンムアン空港に再移転。チェンマイ、チェンライ、プーケット、クラビ線の一部はスワンナプーム国際空港を継続利用。
- 2007年4月27日 : バンコク - ロサンゼルス線が、5月1日からバンコク - ニューヨーク線がそれぞれ週5便から毎日運航に増便。使用機材は現行と同じA340-500。
- 2008年7月1日 : 燃料費高騰によるコスト高でバンコク - ニューヨーク線を廃止。同様の理由でバンコク - ロサンゼルス線は週5便に減便。
- 2008年10月28日 : バンコク - ロサンゼルス線のノンストップ便からバンコク - 関西 - ロサンゼルスの1ストップフライトに変更する予定だったが、白紙撤回となった。
- 2009年6月15日 : バンコク - オスロ線を開設。使用機材はエアバスA340-500。
- 2010年3月27日 : バンコク - マニラ - 関西線のマニラ - 関西 間、バンコク - 香港 - 台北線の香港 - 台北 間をそれぞれ廃止。
- 2011年11月17日 : バンコク - ブリュッセル線を15年振りに運航再開。
- 2012年5月1日 : バンコク - ロサンゼルス線を直行便からソウル経由に変更。
- 2012年7月7日 : 新ブランド「タイ・スマイル」が就航。
- 2012年10月28日 : バンコク - 香港線、バンコク - シンガポール線にエアバスA380を投入。
- 2015年7月1日 : バンコク - ロンドン線にエアバスA380を投入[4]。その為、バンコク - 関西線(TG622/623)で運航していたA380をB747-400に戻した。
- 2015年10月24日： バンコク - ソウル - ロサンゼルス線を運休。
- 2015年12月： 国際民間航空機関（ICAO）による重大な安全上の懸念（SSC）を受け、アメリカ連邦航空局（FAA）は国際航空安全評価（IASA）を実施。国家や地域ごとに、ICAOの安全基準を満たす「カテゴリー1」と、満たさない「カテゴリー2」に区分し、「カテゴリー2」へ区分され、アメリカ合衆国への新路線就航出来なくなり[5]、欧州委員会と欧州航空安全機関（EASA）は、安全強化のため、タイ当局と協力を継続する用意があるとしており、安全性リスクが高まった場合は、タイの航空会社を欧州連合域内乗り入れ禁止航空会社リストへ追加する可能性があり、動向を注視するとしている[6]。
- 2016年10月1日： バンコク - テヘラン線を就航開始[7]。
- 2017年11月16日： バンコク - ウイーン線を就航開始[8]。
- 2020年、格安航空会社との競争激化により2017年から3年連続で赤字を出すなど、経営が悪化していた[9]上に、新型コロナウイルスの世界的な感染拡大の影響で運航が激減したために経営危機に陥り、タイ政府に対し救済案を要求したが、5月19日、救済案を断念し、経営破綻した[10]。
- 2022年12月24日：経営再建中のタイ国際航空が24日発表した2022年12月期連結決算は、一過性の要因を除く営業損益が77億バーツ（約300億円）の黒字だった。21年12月期の197億バーツの赤字から転換した。新型コロナウイルス対策の渡航制限の緩和で、旅客収入が大幅に回復した[11]。
- 2023年2月1日：チャイ・エアムシリが新CEOに就任。経営再建が2024年に完了するとの見通しを示した。

## 運航機材

### 運用機材
タイ国際航空が発注したボーイング社製航空機の顧客番号（カスタマーコード）はD7で、航空機の形式名は747-4D7, 777-2D7ER, 777-3D7ER などとなる。
| 機種                | 運用数 | 発注数 | 座席数 | 座席数 | 座席数 | 座席数 | 座席数 | 備考                                                    |
| 機種                | 運用数 | 発注数 | F      | C      | W      | Y      | 計     | 備考                                                    |
| ------------------- | ------ | ------ | ------ | ------ | ------ | ------ | ------ | ------------------------------------------------------- |
| エアバスA320-200    | 20     | -      | -      | 12     | -      | 144    | 156    |                                                         |
| エアバスA321neo     | -      | 32     | 未定   | 16     | 未定   | 未定   | 未定   | 2025年第4四半期より導入予定                             |
| エアバスA330-300    | 2      | 1      | -      | 31     | 48     | 185    | 264    | 2033年までに退役予定                                    |
| エアバスA330-300    | 3      | -      | -      | 31     | -      | 263    | 294    | 2033年までに退役予定                                    |
| エアバスA350-900    | 12     | -      | -      | 32     | -      | 289    | 321    | 2028年よりプレミアムエコノミー付き3クラス仕様に改修予定 |
| エアバスA350-900    | 9      | -      | -      | 33     | -      | 301    | 334    | 2028年よりプレミアムエコノミー付き3クラス仕様に改修予定 |
| エアバスA350-900    | 2      | -      | -      | 30     | -      | 309    | 339    | 2028年よりプレミアムエコノミー付き3クラス仕様に改修予定 |
| ボーイング777-200ER | 3      | -      | -      | 30     | -      | 262    | 292    | 2029年までに退役予定                                    |
| ボーイング777-300ER | 3      | -      | 8      | 40     | -      | 255    | 303    |                                                         |
| ボーイング777-300ER | 14     | -      | -      | 42     | -      | 306    | 348    | プレミアムエコノミー付き3クラス仕様に改修予定           |
| ボーイング787-8     | 6      | -      | -      | 24     | -      | 240    | 264    |                                                         |
| ボーイング787-9     | 3      | 44     | -      | 30     | -      | 268    | 298    | 35機のオプション付き 2027年より導入予定                 |
| ボーイング787-9     | 3      | 44     | -      | 30     | -      | 262    | 292    | 35機のオプション付き 2027年より導入予定                 |
| ボーイング787-10    | -      | 6      | 未定   | 未定   | 未定   | 未定   | 未定   |                                                         |
| 合計                | 77     | 83     |        |        |        |        |        |                                                         |

### ギャラリー

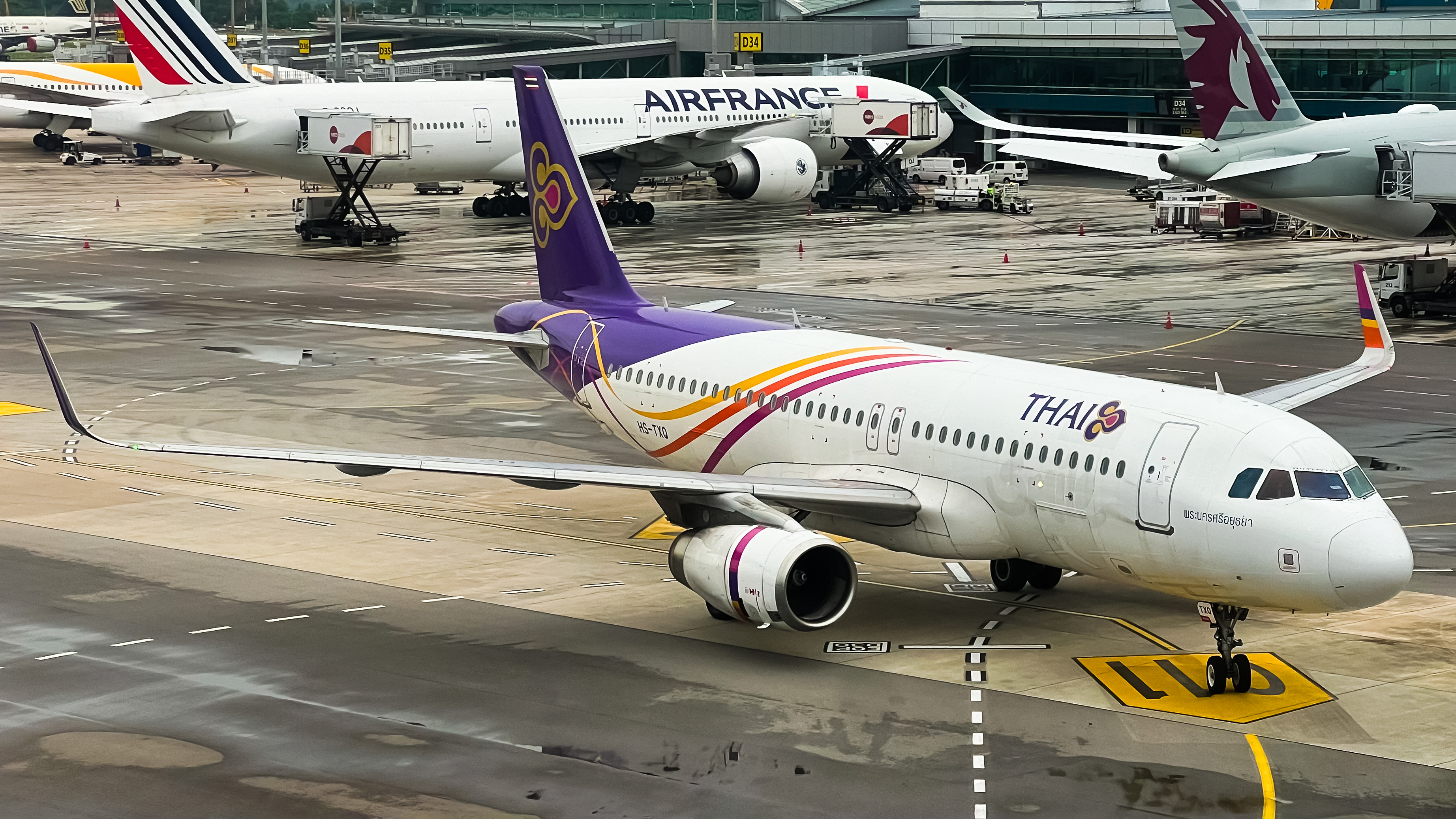
エアバスA320-200
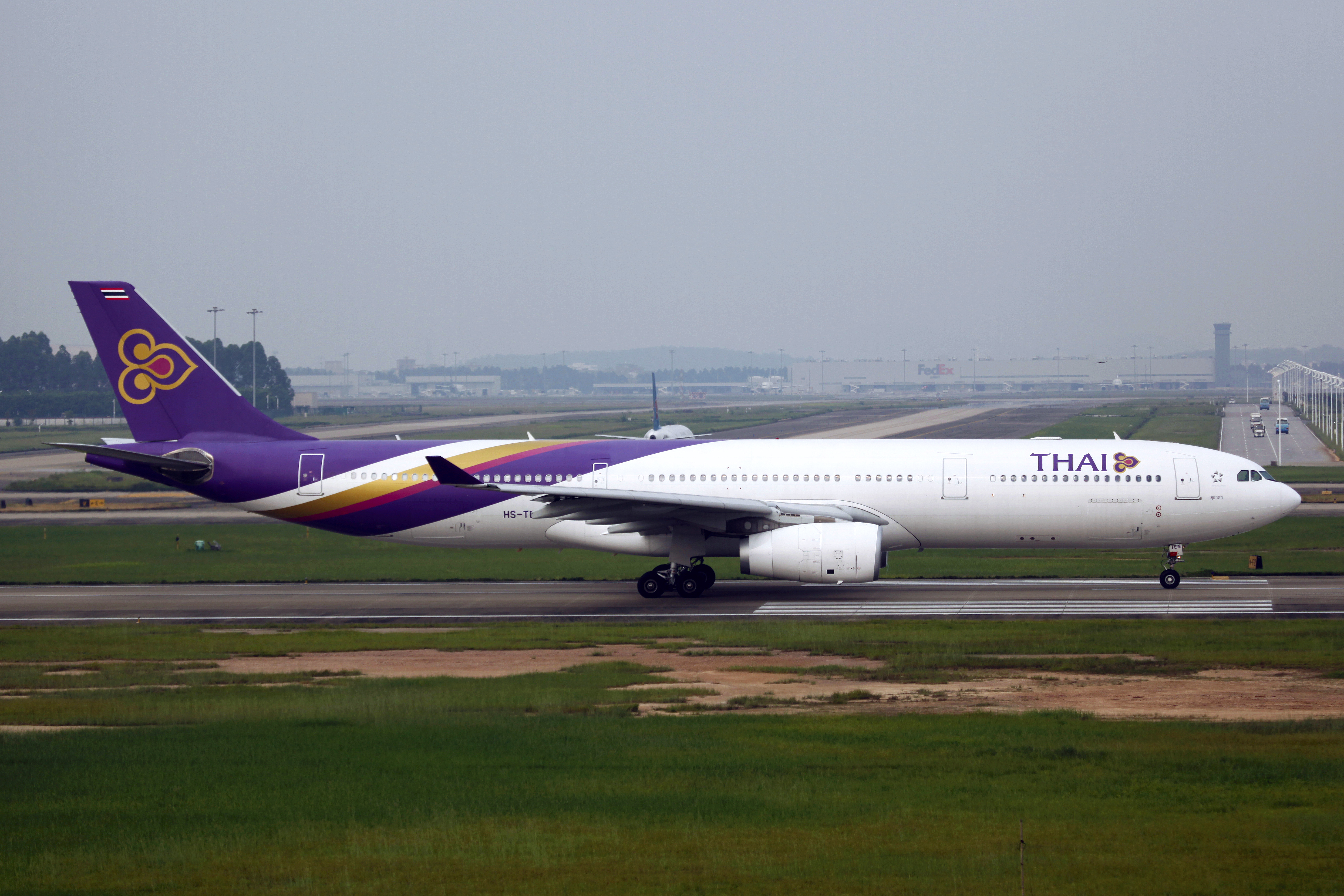
エアバスA330-300
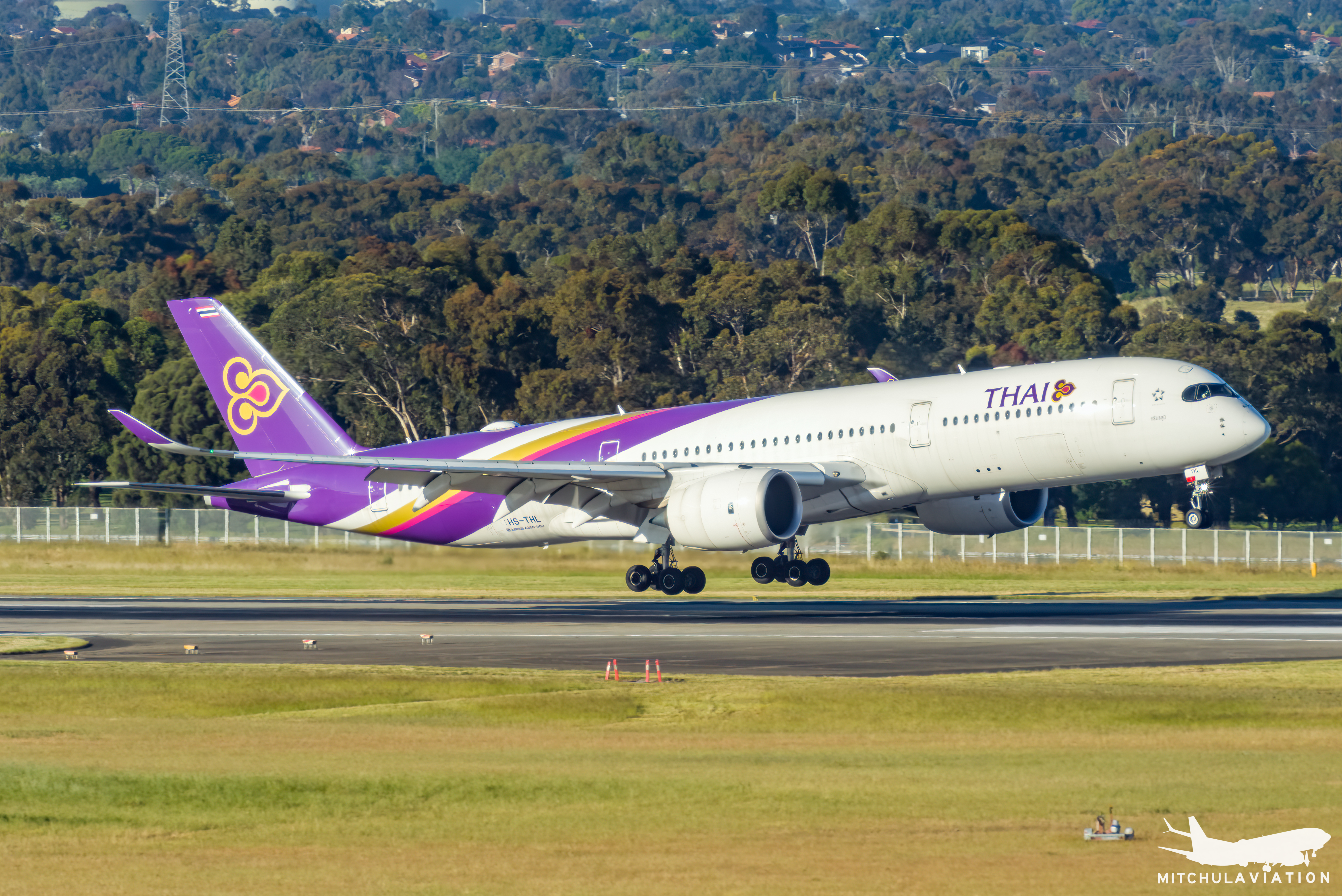
エアバスA350-900
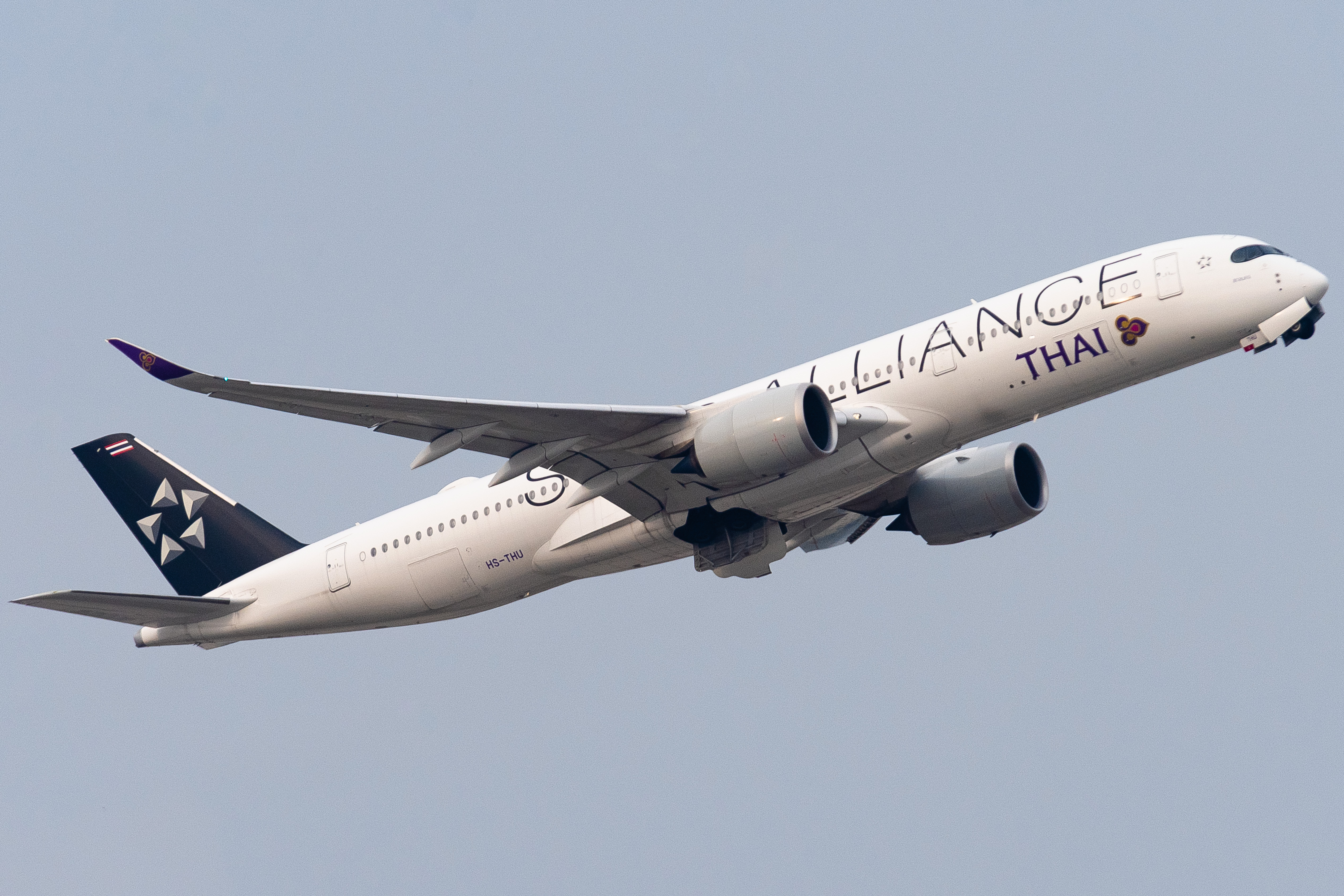
エアバスA350-900（スターアライアンス塗装）
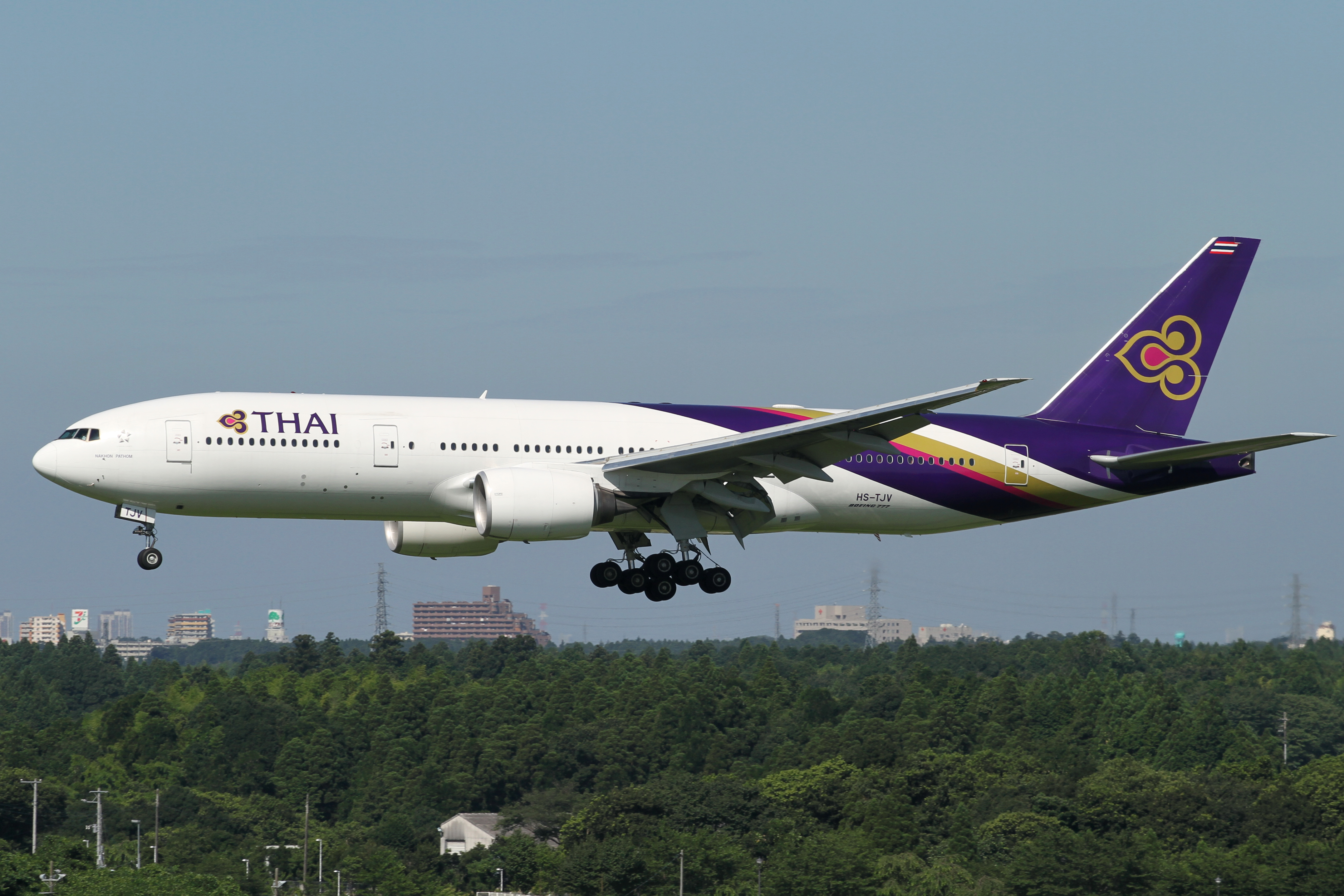
ボーイング777-200ER
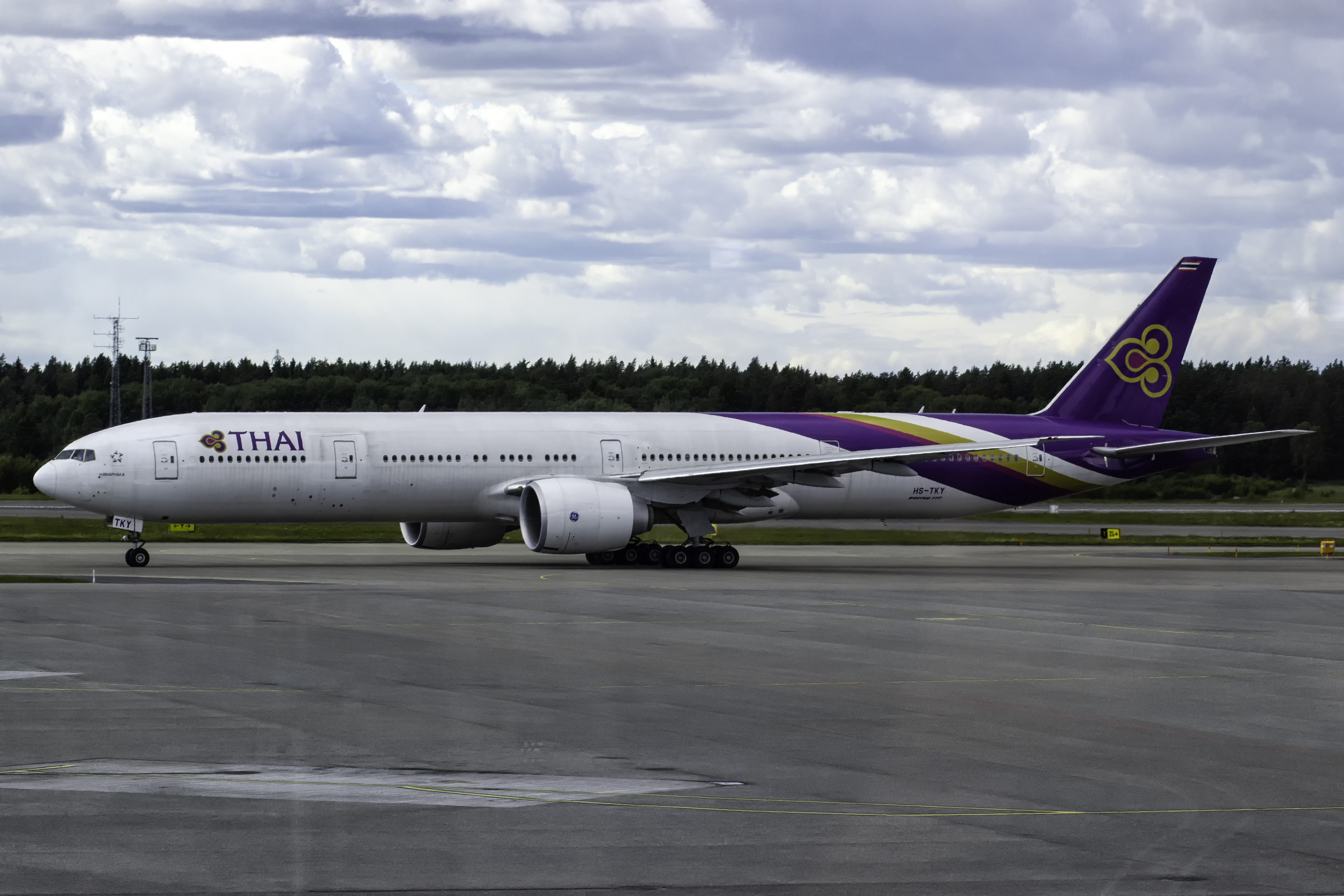
ボーイング777-300ER
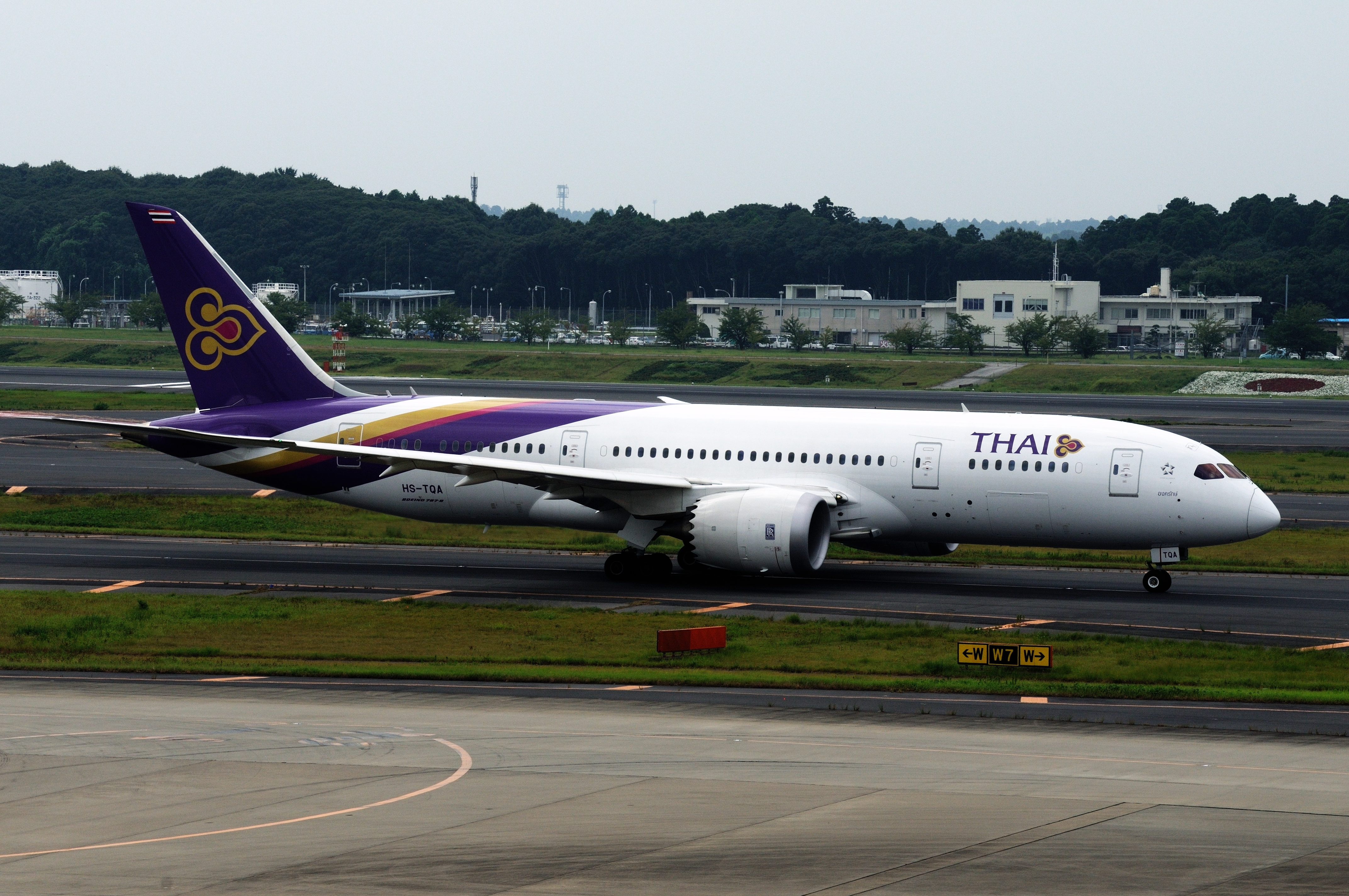
ボーイング787-8
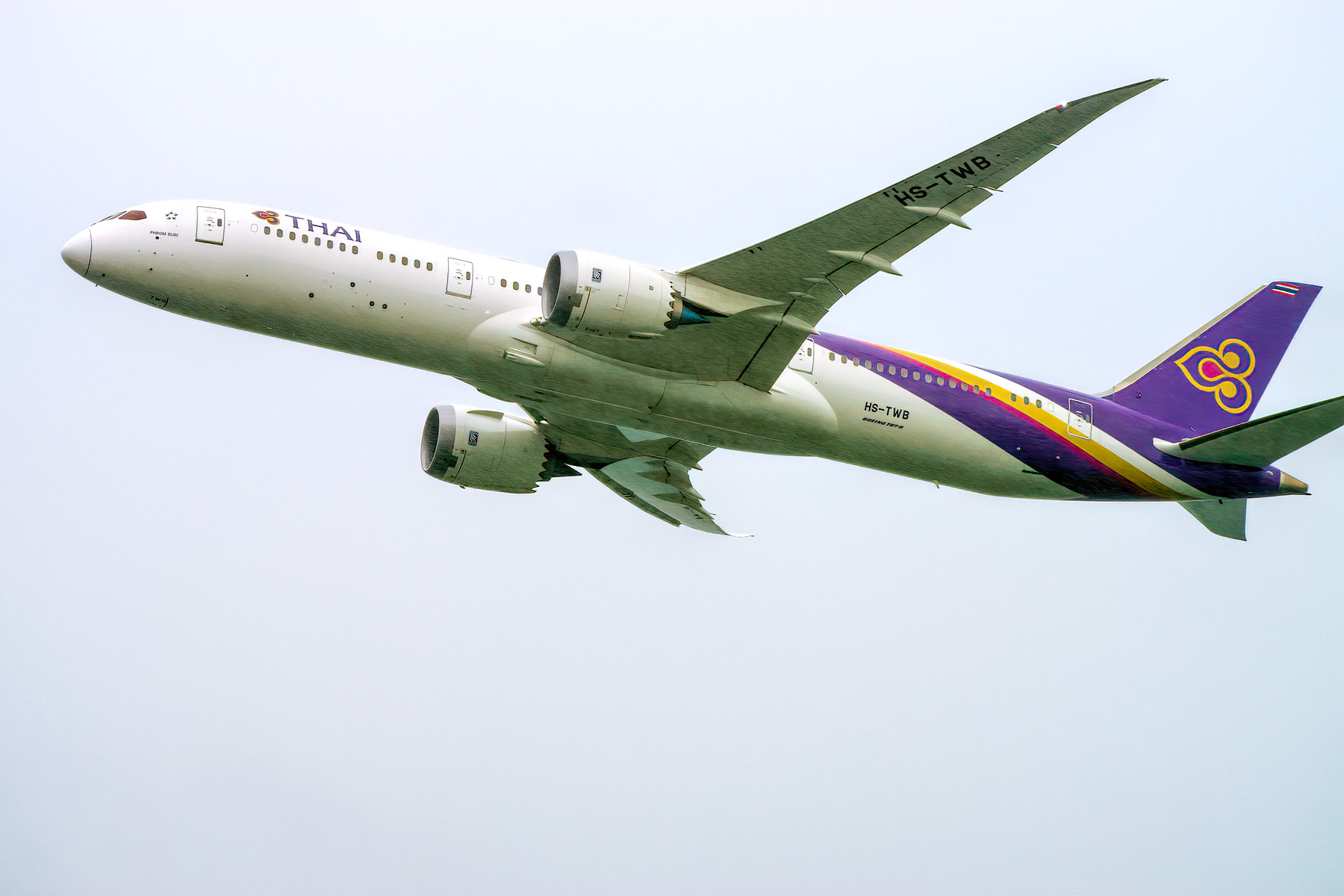
ボーイング787-9

### 退役機材
- ATR 42-320
- ATR 72-201
- エアバスA300
- エアバスA300-600/600R
- エアバスA310-200/300
- エアバスA340-500/600
- エアバスA380-800
- BAe 146-100/200/300
- ボーイング737-200
- ボーイング737-400
- ボーイング747-200B/200F
- ボーイング747-300
- ボーイング747-400/400BCF
- ボーイング777-200/300/F
- ボンバルディア チャレンジャー 600
- コンベア990
- ダグラス DC-6B
- ダグラス DC-8-33/61CF/62/63
- マクドネル・ダグラス DC-9-41
- マクドネル・ダグラス DC-10-30/30ER
- マクドネル・ダグラス MD-11
- ショート 330
- ショート 360
- シュド・カラベル

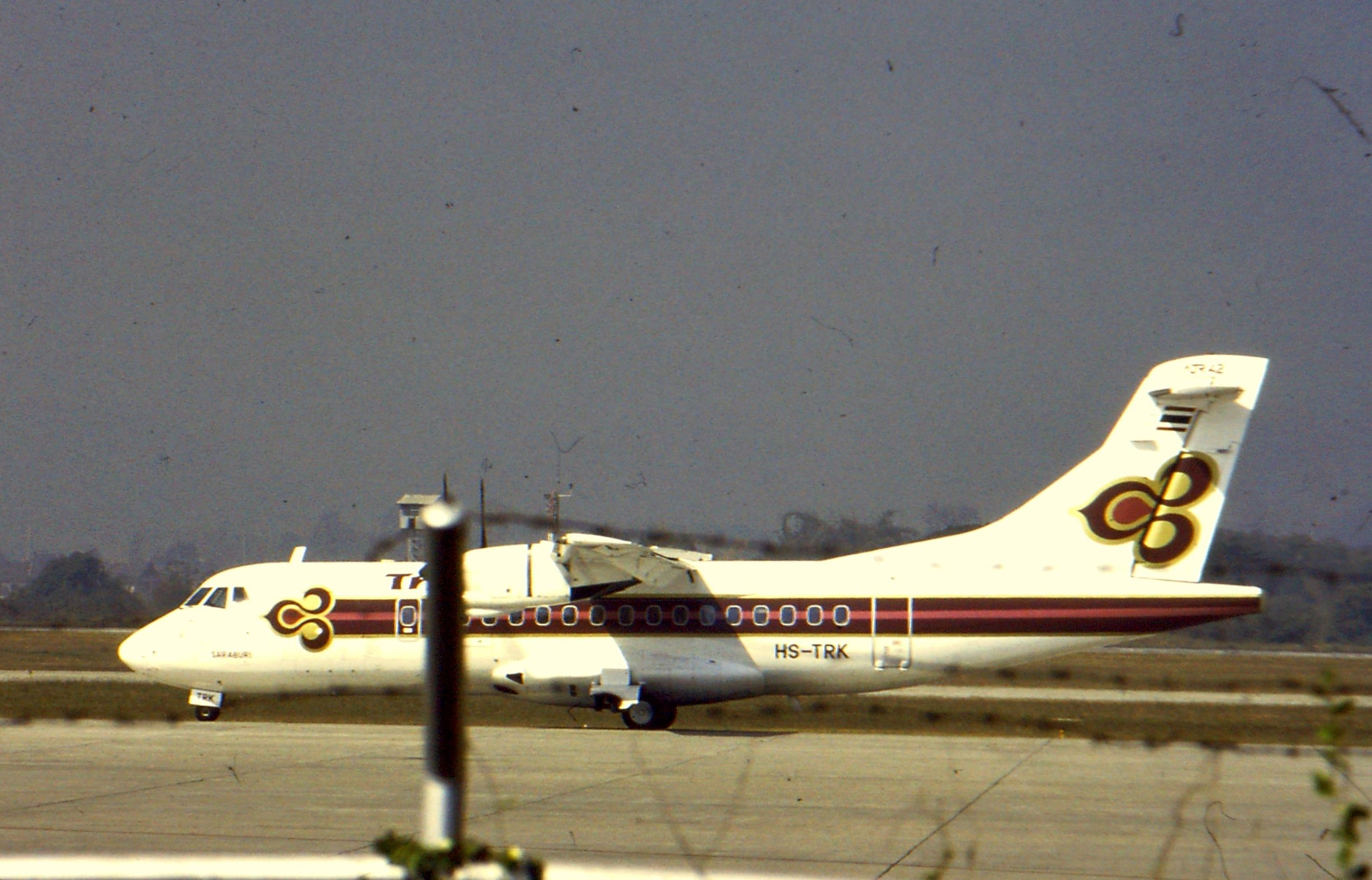
ATR 42-320
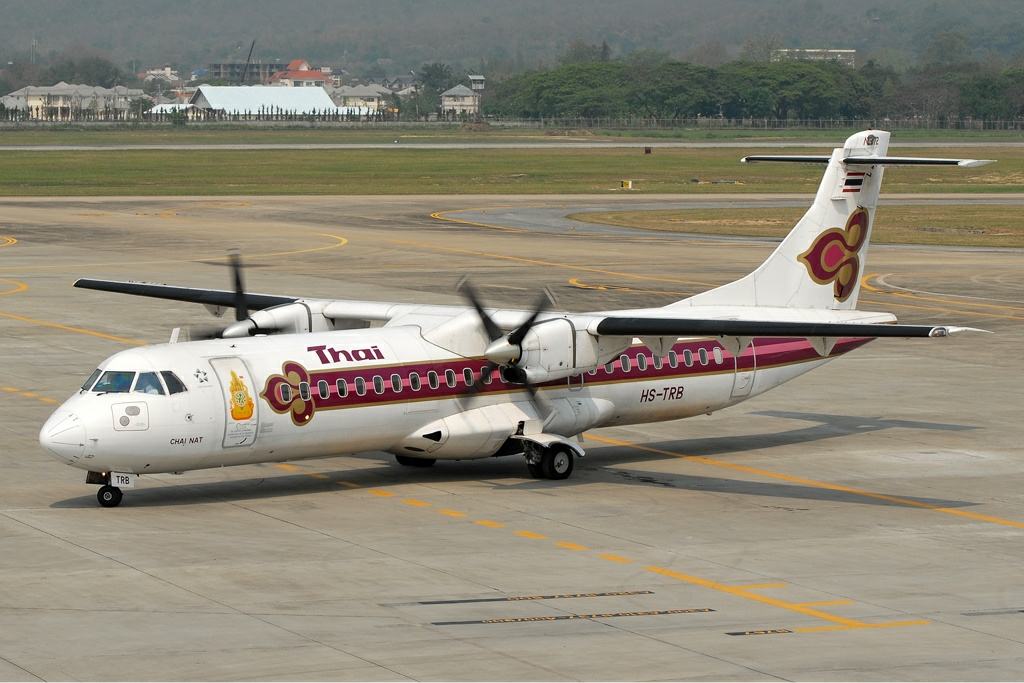
ATR 72-201
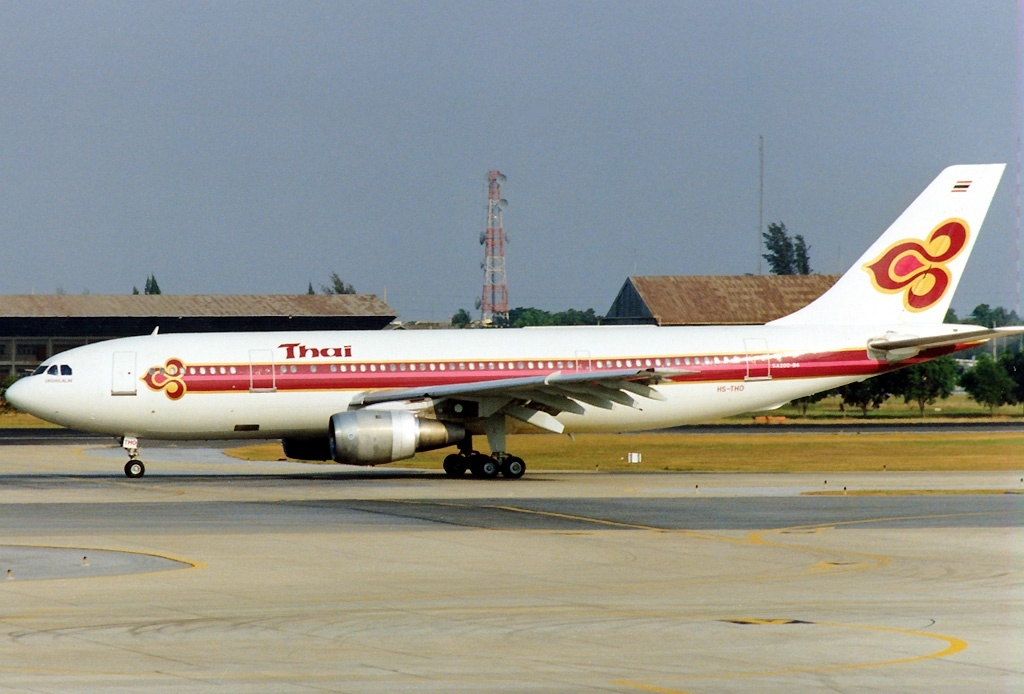
エアバスA300
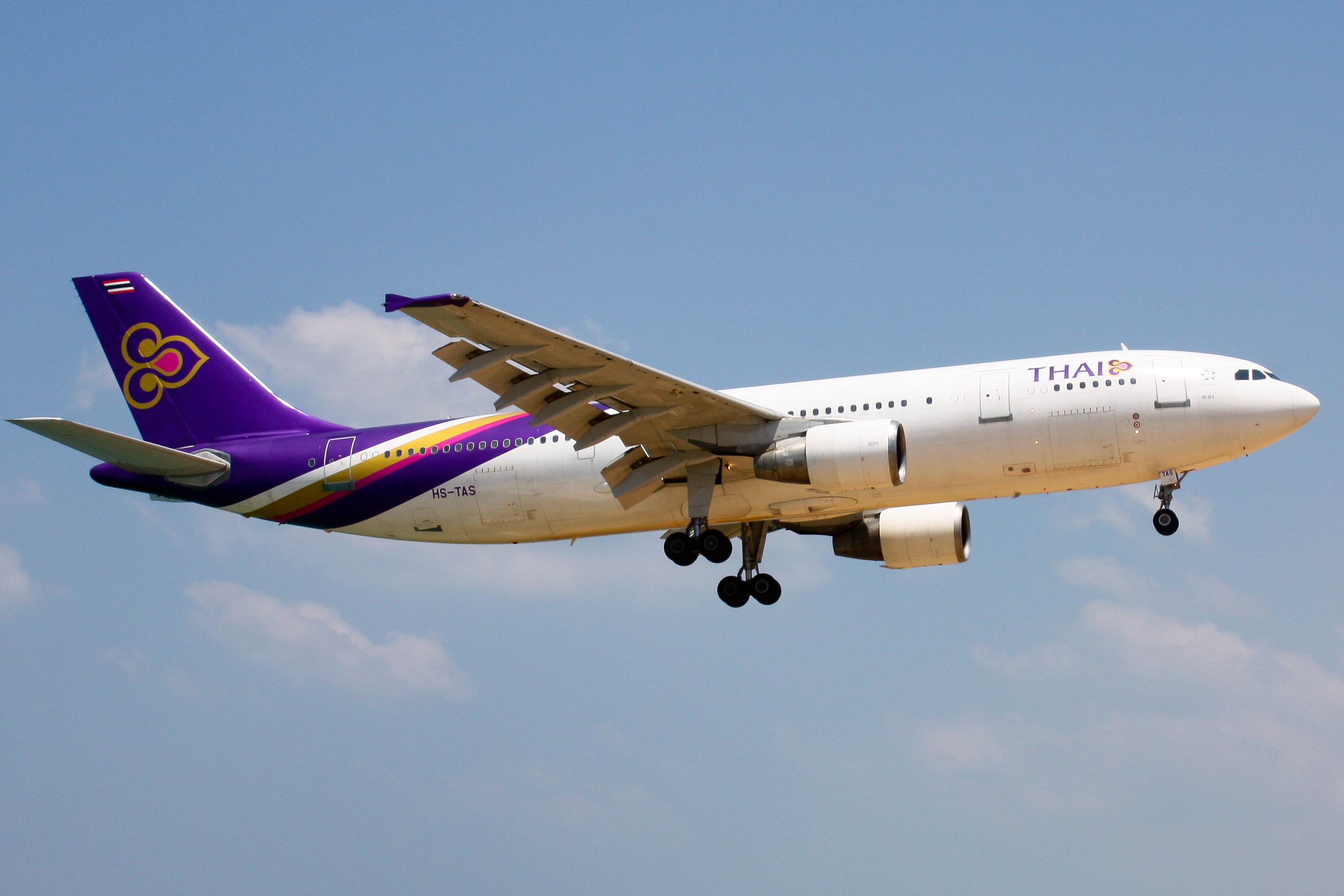
エアバスA300-600R
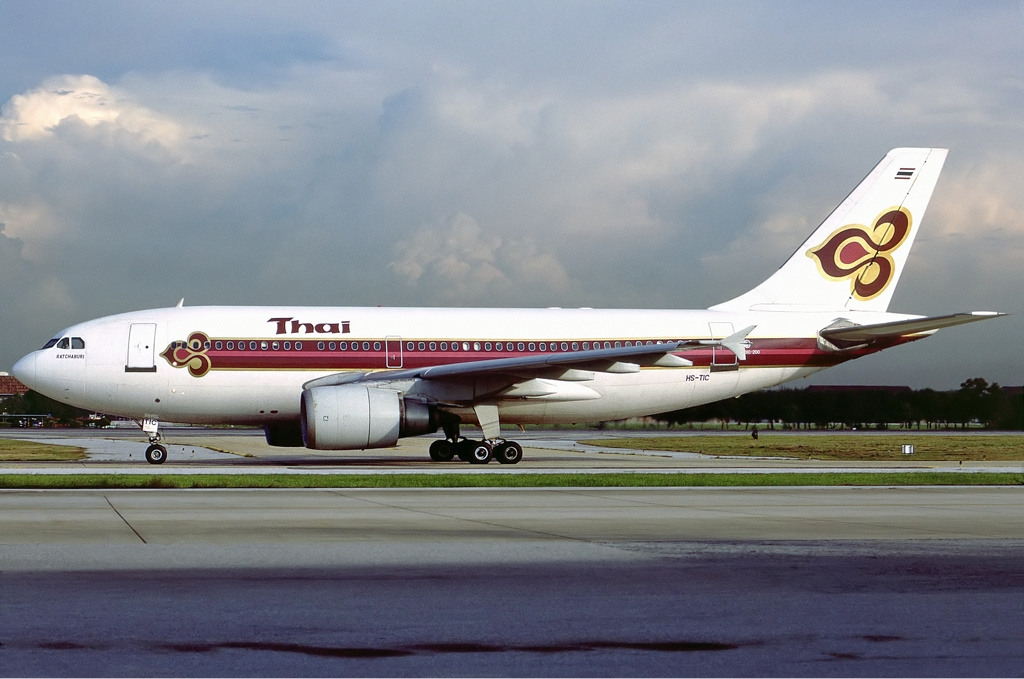
エアバスA310-200
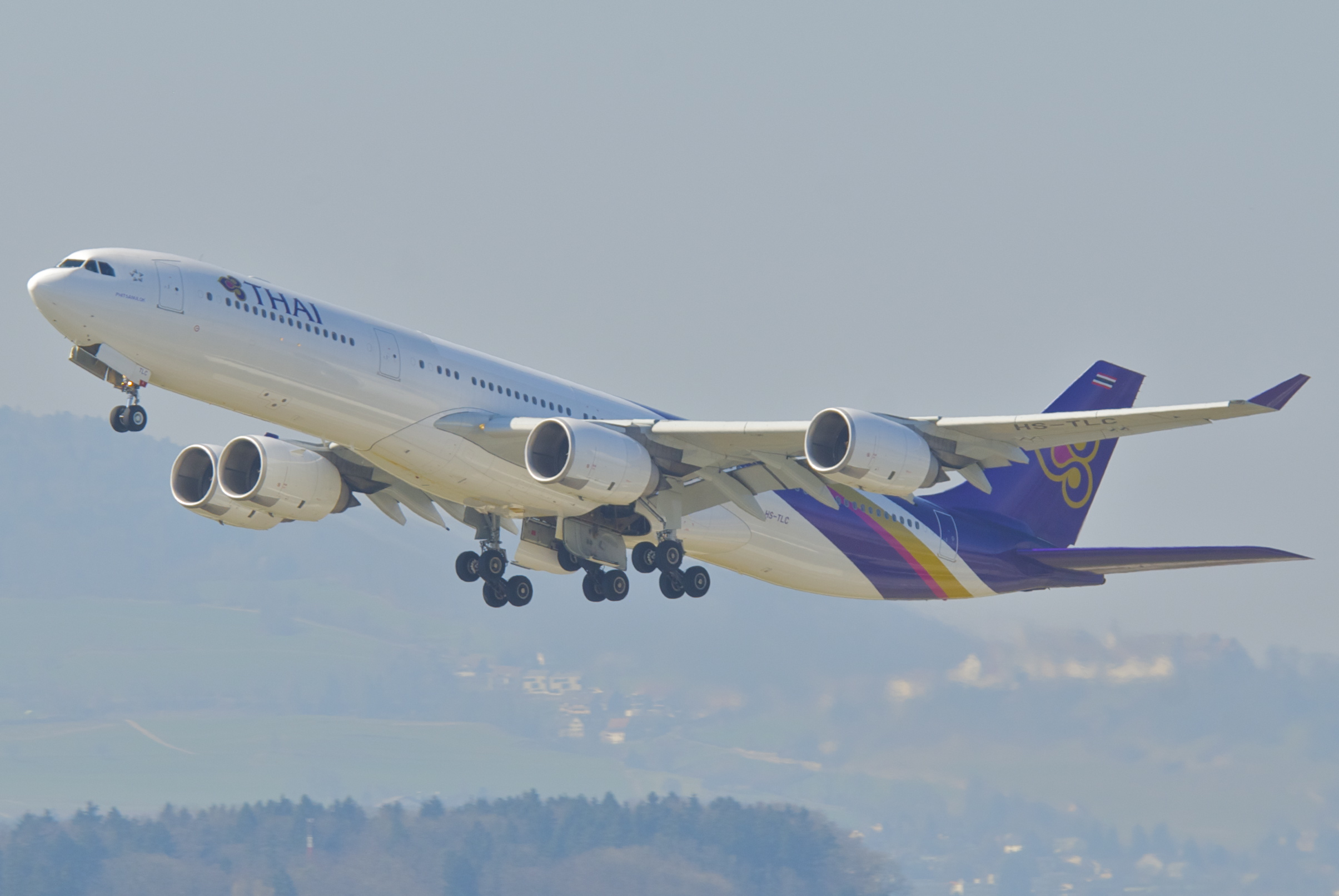
エアバスA340-500
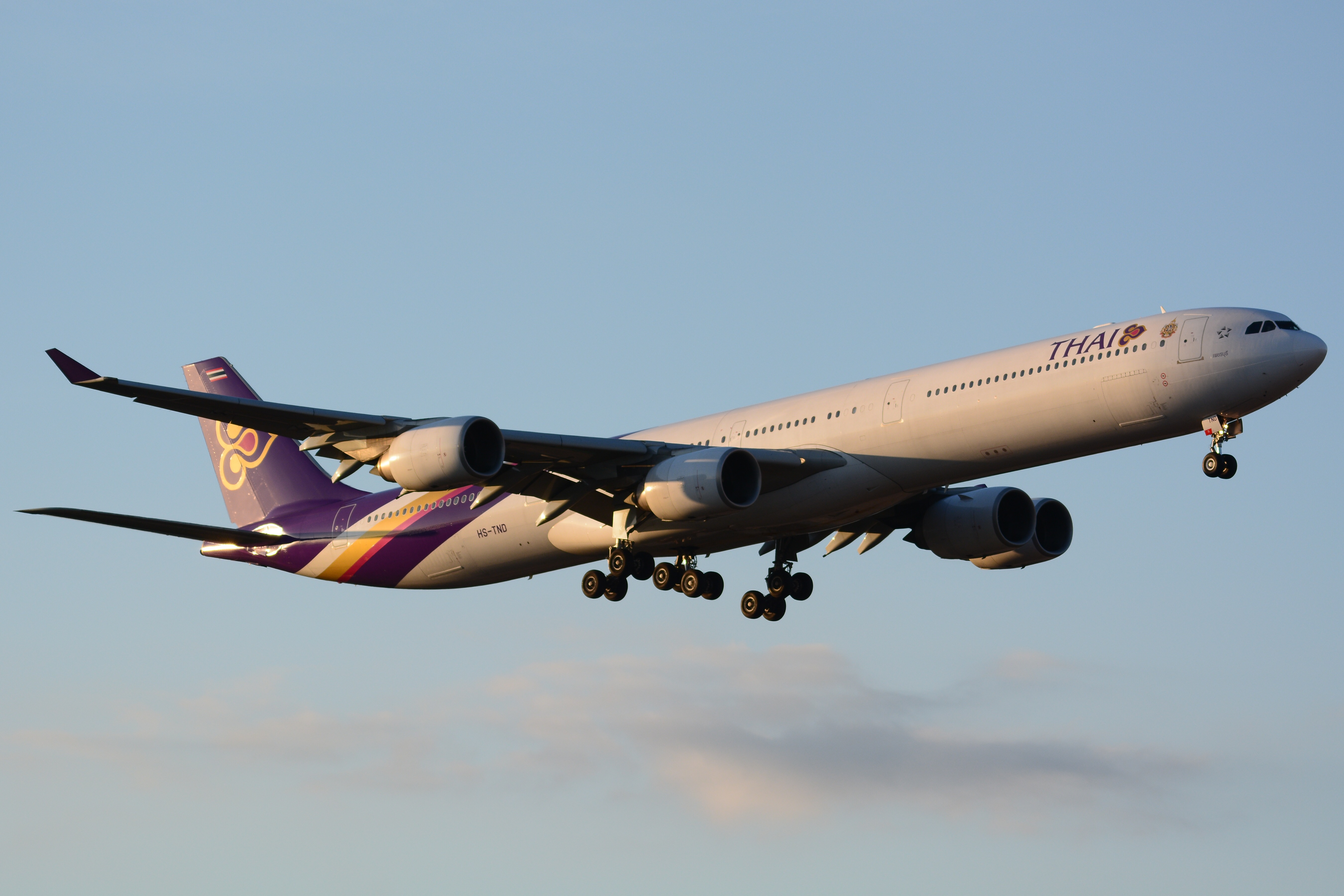
エアバスA340-600
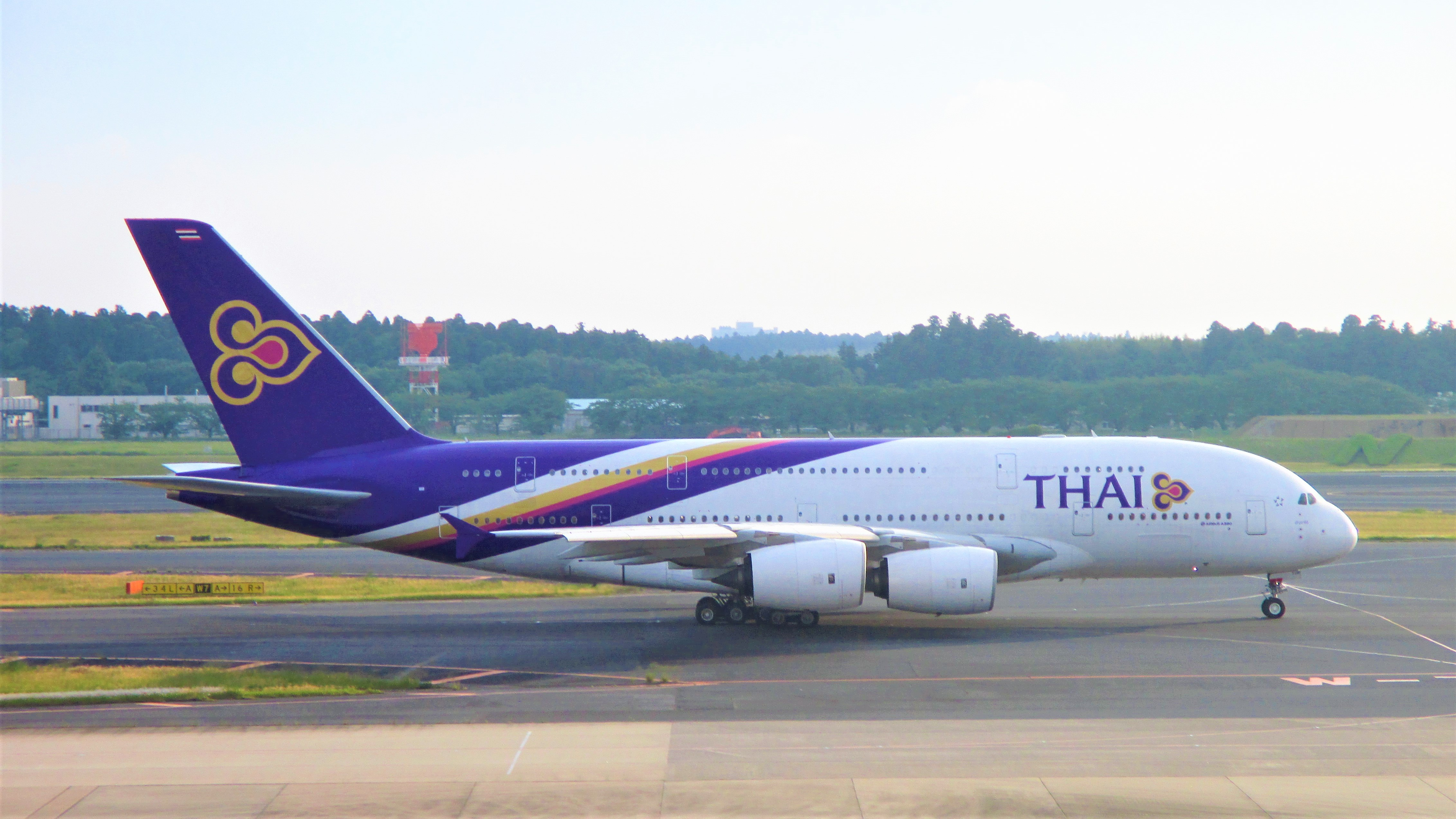
エアバスA380-800
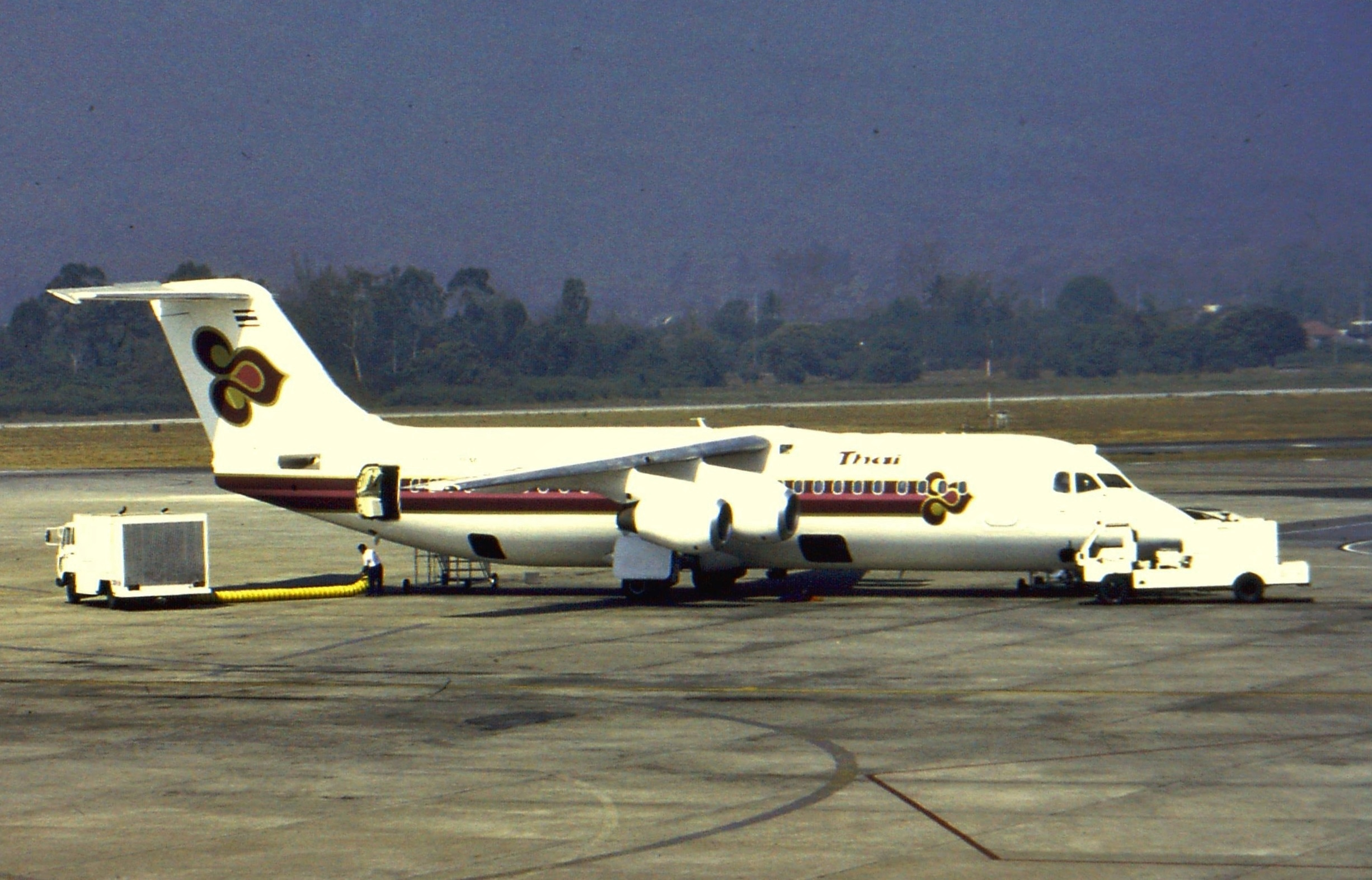
BAe 146
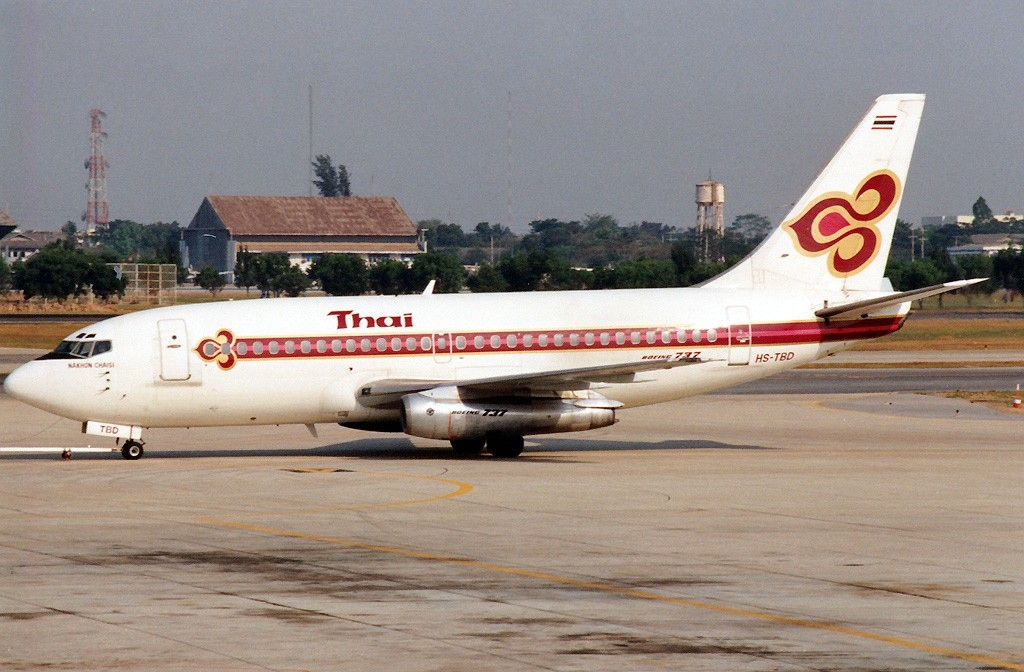
ボーイング737-200adv
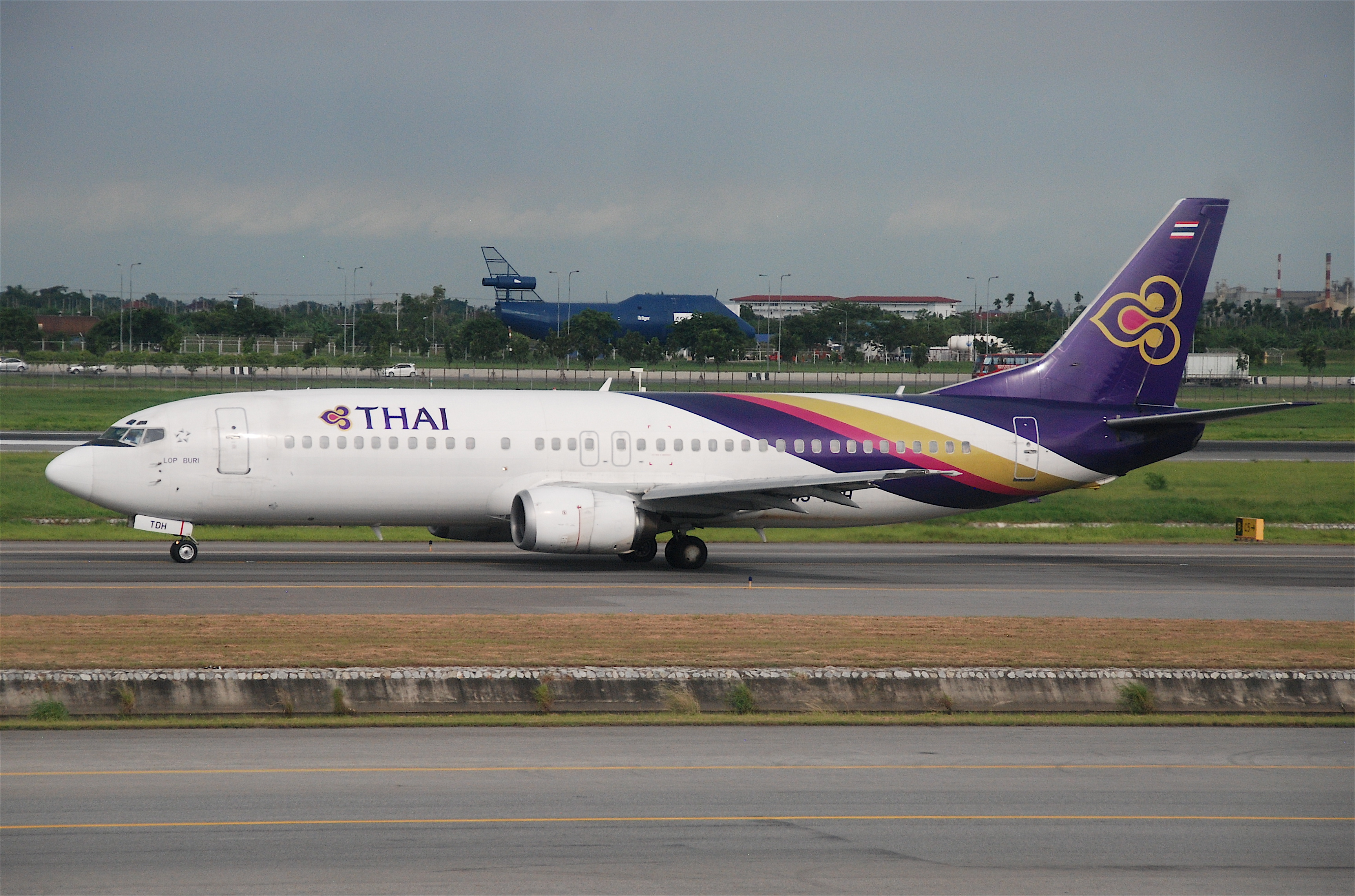
ボーイング737-400
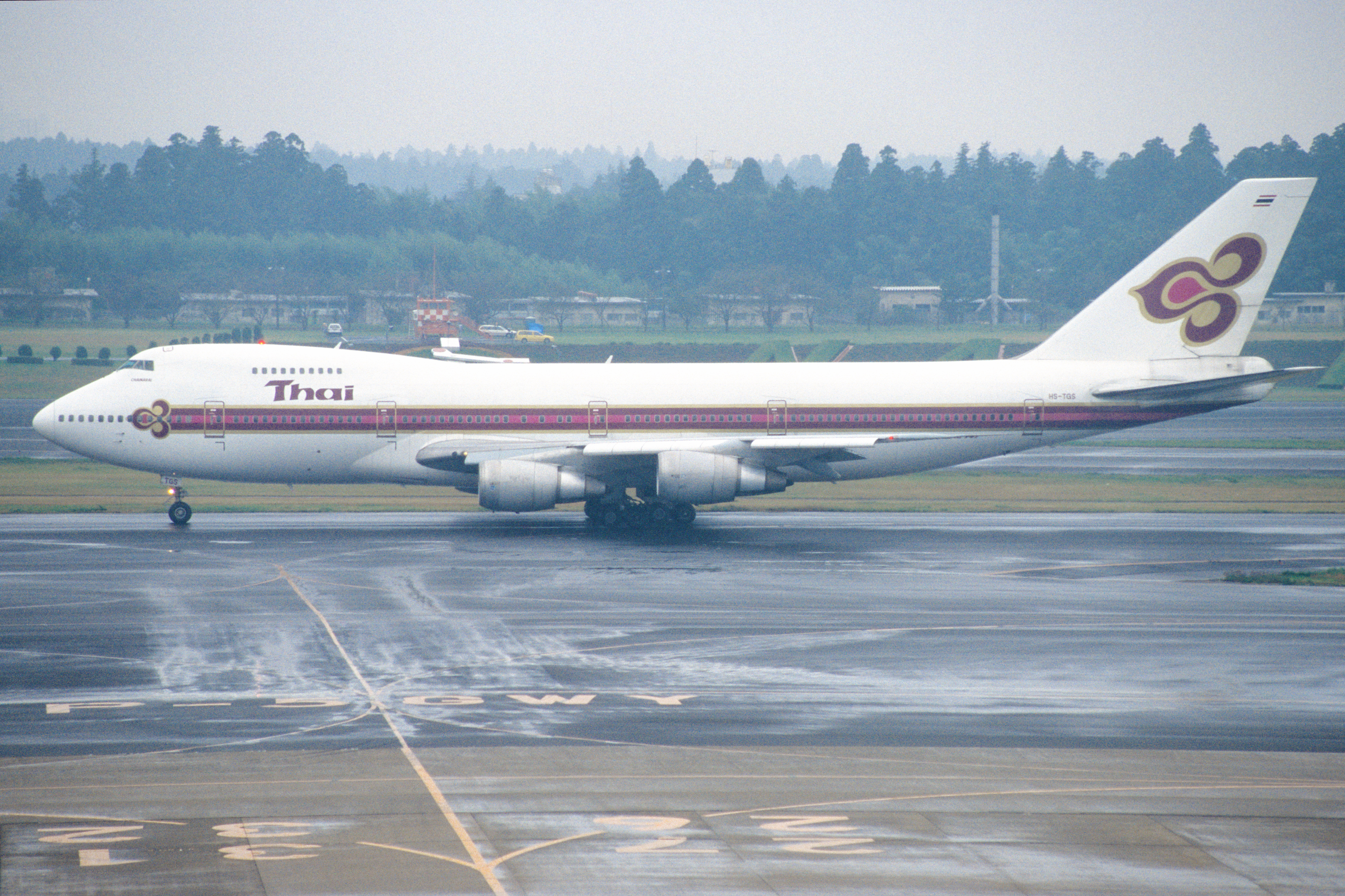
ボーイング747-200B
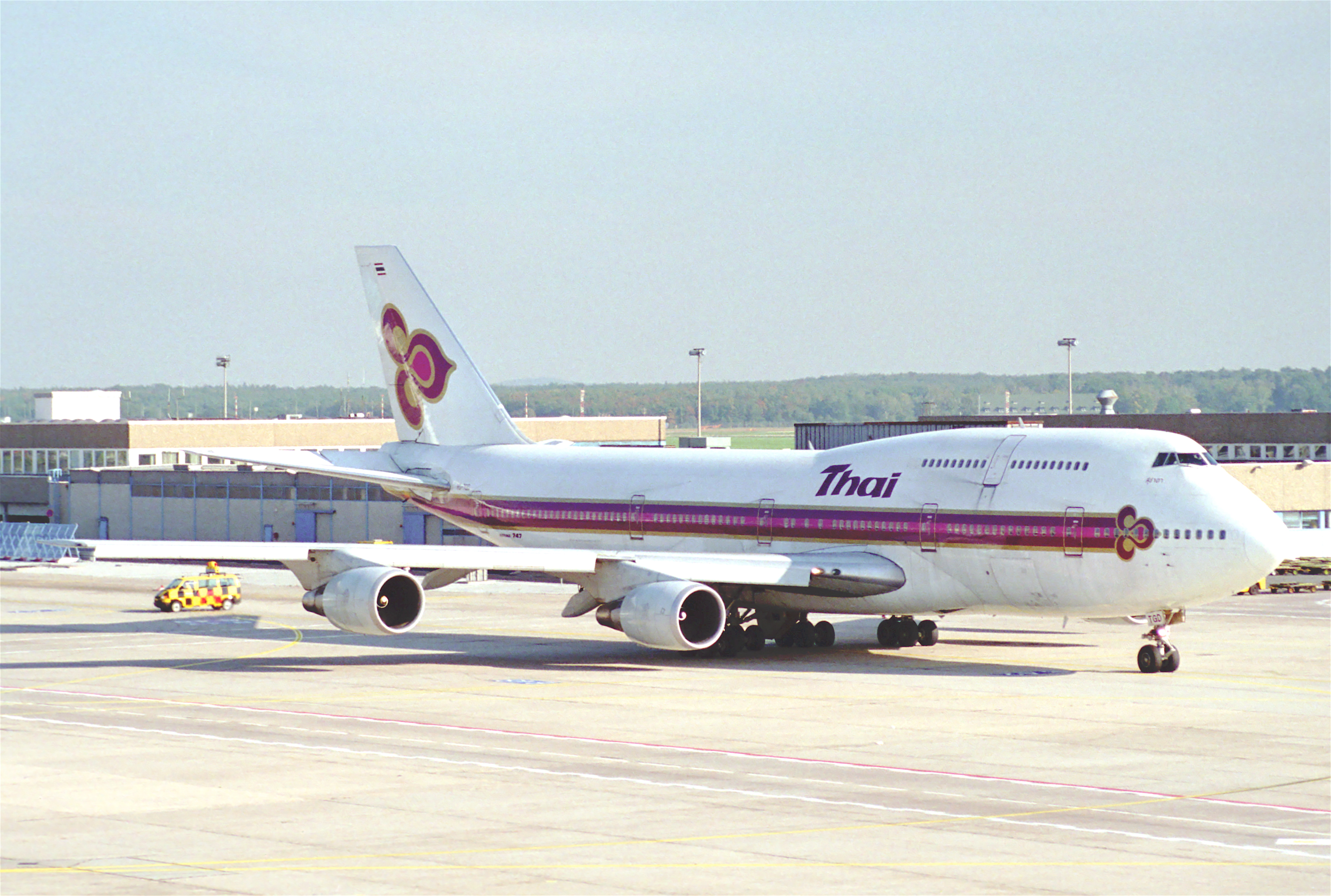
ボーイング747-300
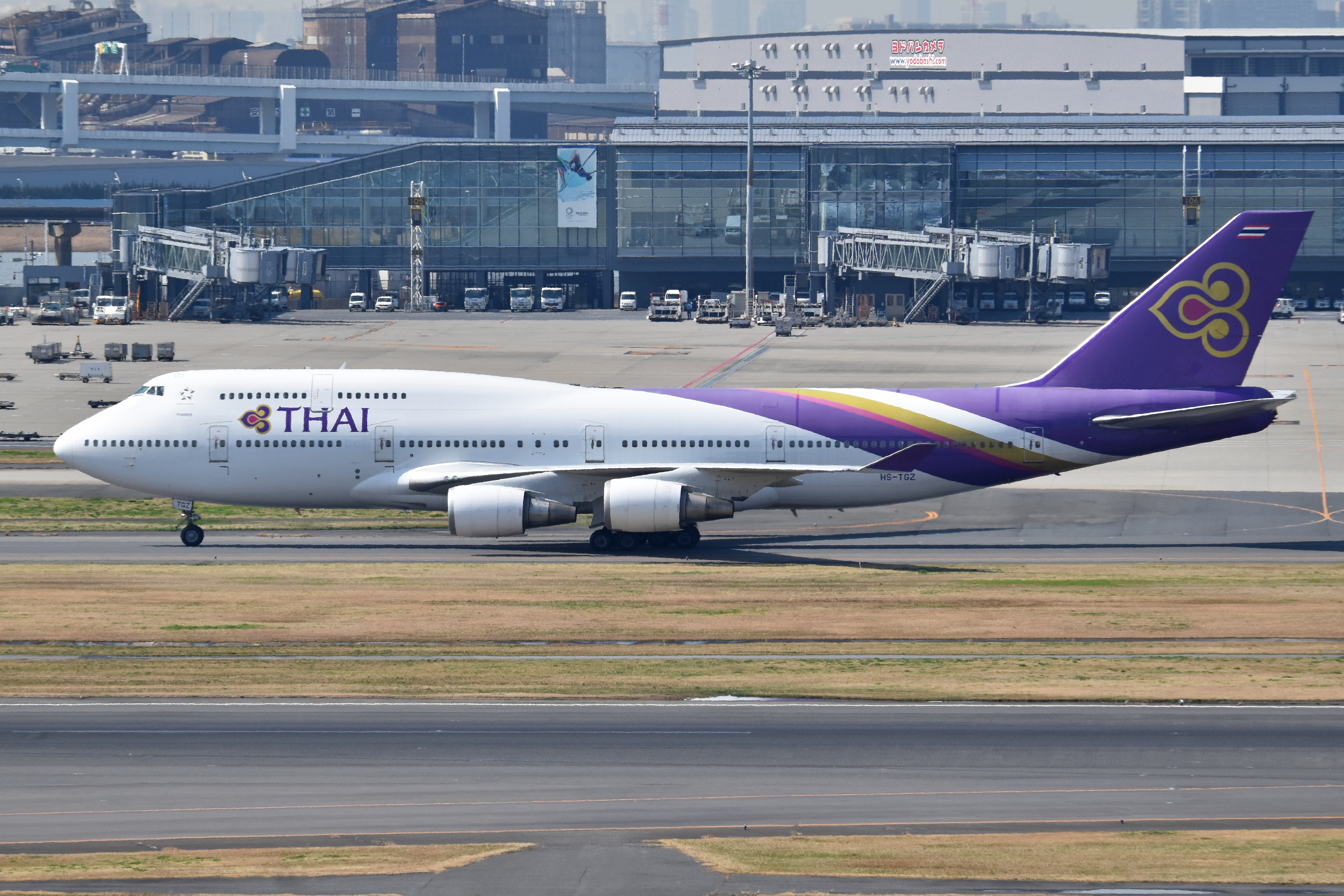
ボーイング747-400
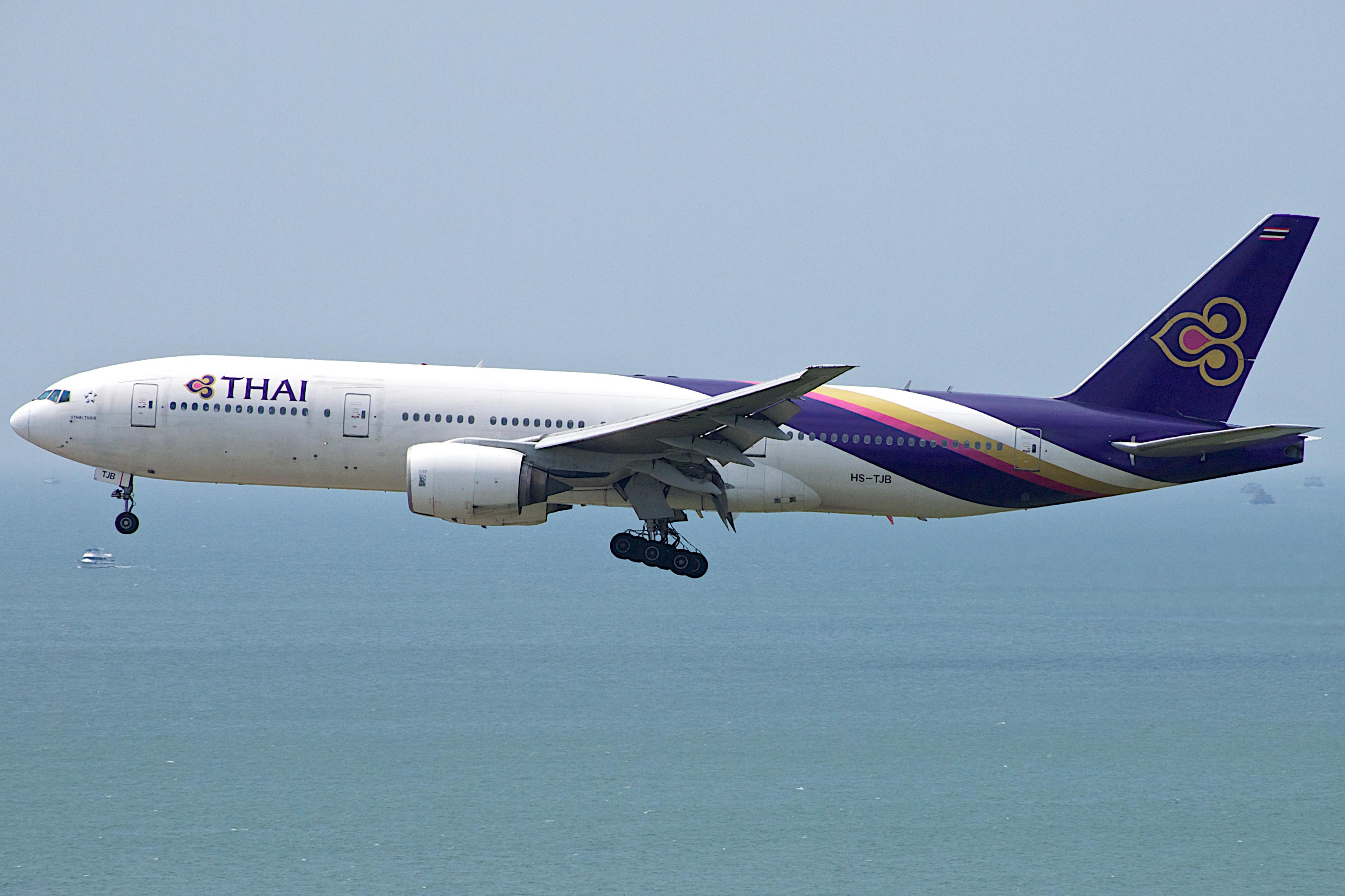
ボーイング777-200
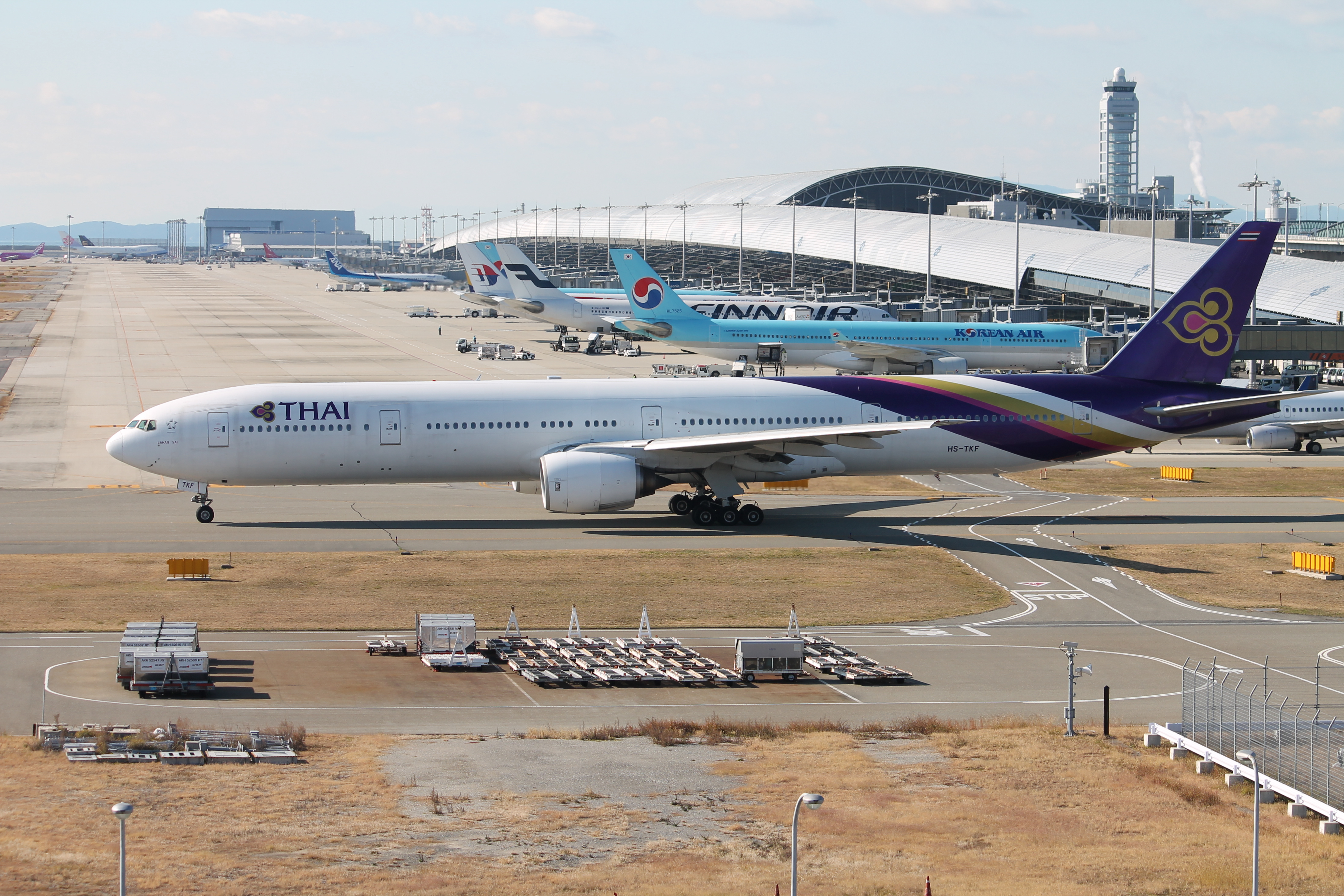
ボーイング777-300
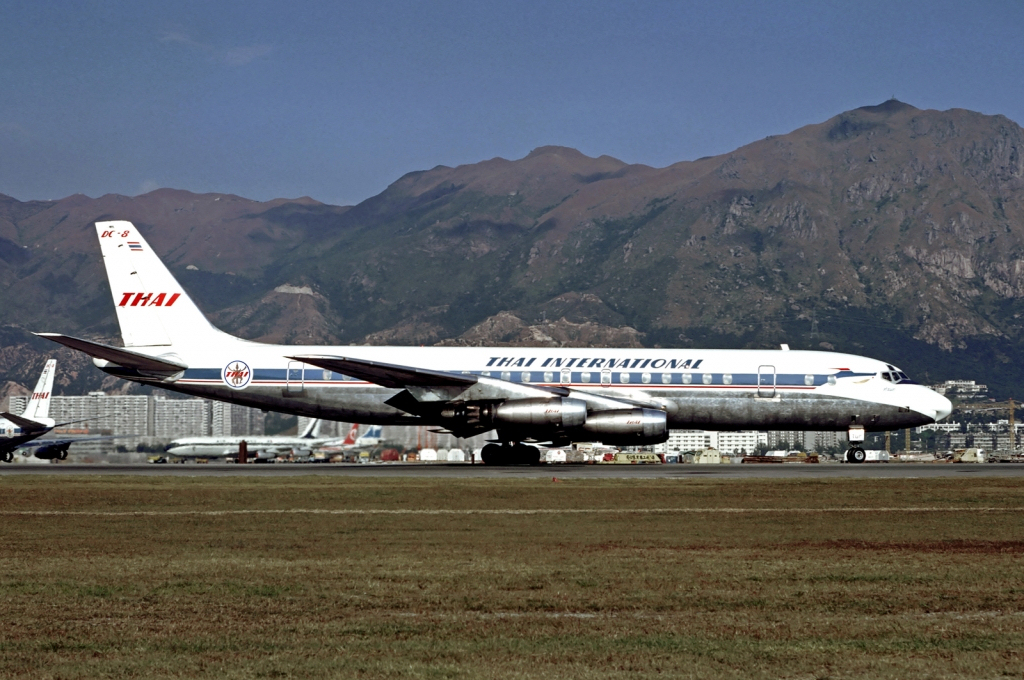
ダグラス DC-8-32
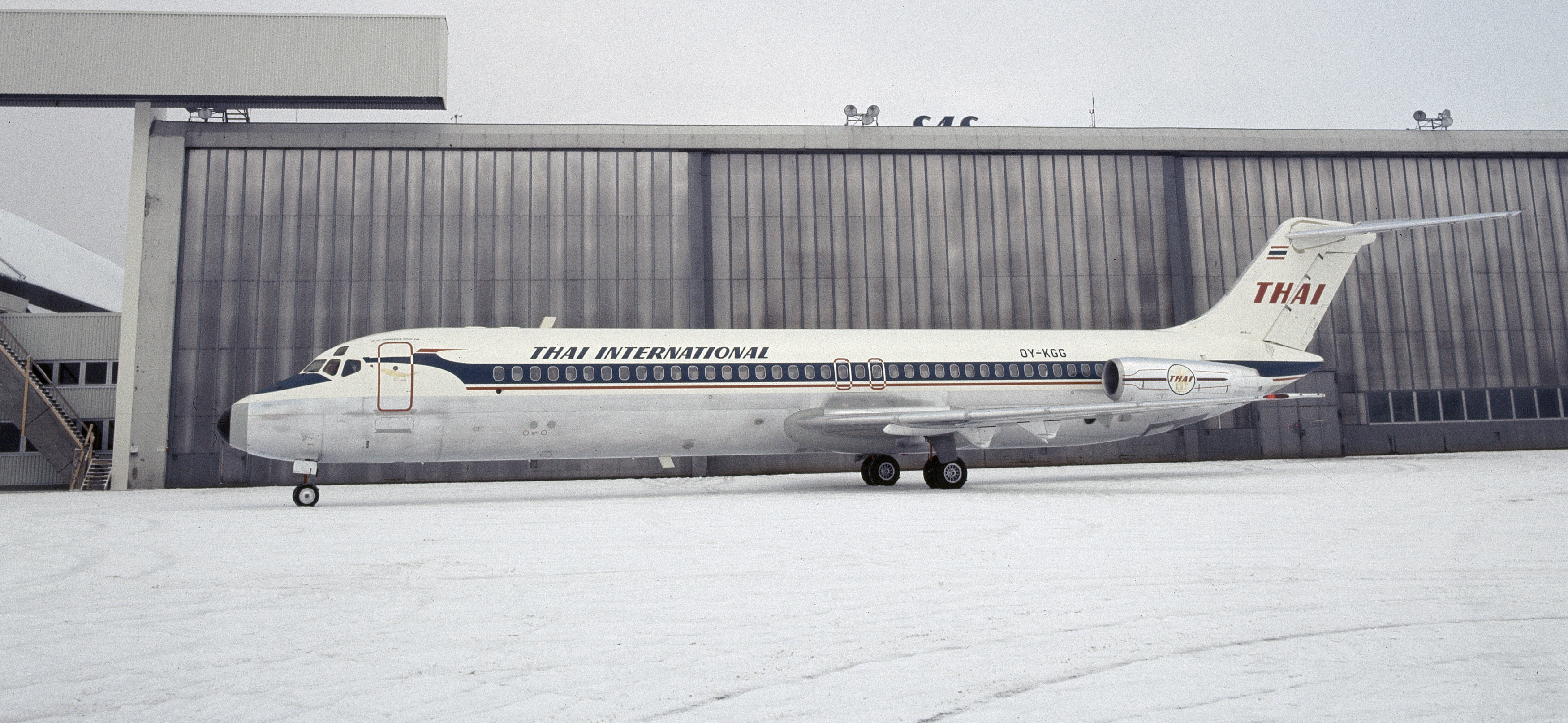
マクドネル・ダグラス DC-9-41
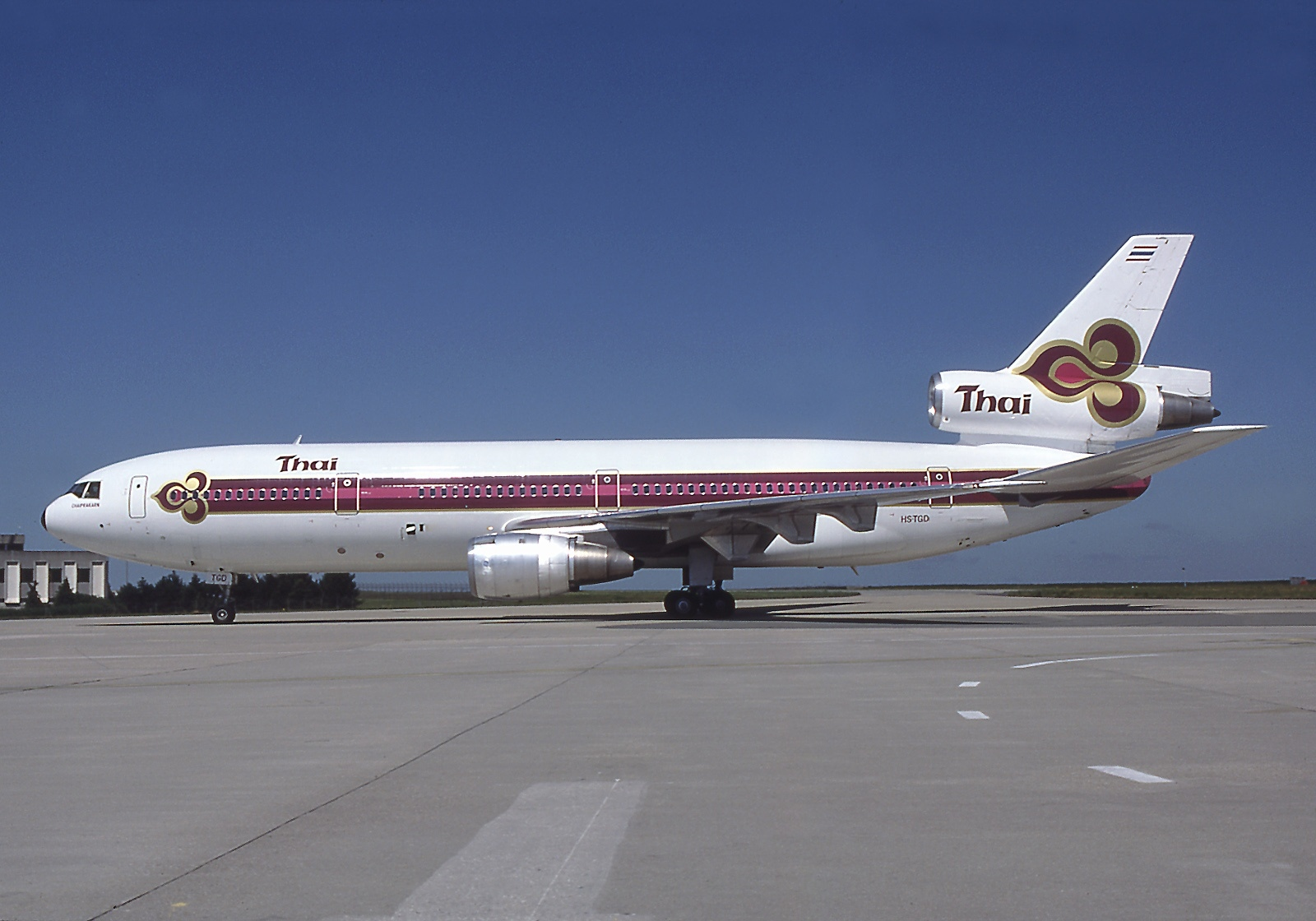
マクドネル・ダグラス DC-10-30
マクドネル・ダグラス MD-11
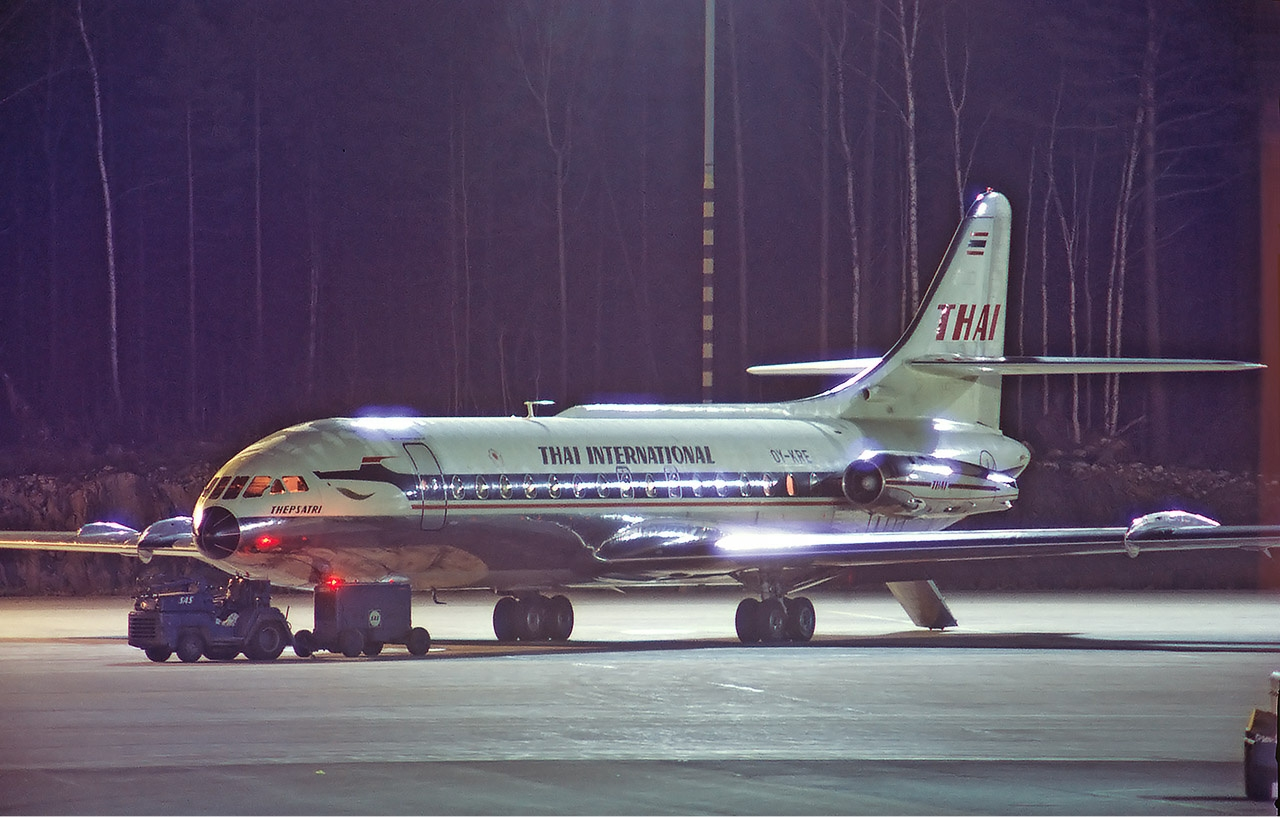
シュド・カラベル

## 就航都市
| タイ国際航空 就航都市 （2025年 現在） | タイ国際航空 就航都市 （2025年 現在） | タイ国際航空 就航都市 （2025年 現在）              | タイ国際航空 就航都市 （2025年 現在） | タイ国際航空 就航都市 （2025年 現在） |
| ------------------------------------- | ------------------------------------- | -------------------------------------------------- | ------------------------------------- | ------------------------------------- |
| 国                                    | 都市                                  | 空港                                               | 備考                                  |                                       |
| 東南アジア                            |                                       |                                                    |                                       |                                       |
| タイ                                  | バンコク                              | スワンナプーム国際空港                             | メインハブ空港                        |                                       |
| タイ                                  | クラビー県                            | クラビー空港                                       |                                       |                                       |
| タイ                                  | チェンマイ県                          | チェンマイ国際空港                                 |                                       |                                       |
| タイ                                  | コーンケン県                          | コーンケン空港                                     |                                       |                                       |
| タイ                                  | ウドーンターニー県                    | ウドーンターニー国際空港                           |                                       |                                       |
| タイ                                  | プーケット県                          | プーケット国際空港                                 |                                       |                                       |
| タイ                                  | ハートヤイ郡                          | ハートヤイ国際空港                                 |                                       |                                       |
| タイ                                  | ウボンラーチャターニー県              | ウボンラーチャターニー空港                         |                                       |                                       |
| タイ                                  | チェンラーイ県                        | チェンライ国際空港                                 |                                       |                                       |
| ネパール                              | カトマンズ                            | トリブバン国際空港                                 |                                       |                                       |
| スリランカ                            | コロンボ                              | バンダラナイケ国際空港                             |                                       |                                       |
| インドネシア                          | バリ島                                | デンパサール国際空港                               |                                       |                                       |
| インドネシア                          | ジャカルタ                            | スカルノ・ハッタ国際空港                           |                                       |                                       |
| マレーシア                            | クアラルンプール                      | クアラルンプール国際空港                           |                                       |                                       |
| フィリピン                            | マニラ                                | ニノイ・アキノ国際空港                             |                                       |                                       |
| シンガポール                          | シンガポール                          | シンガポール・チャンギ国際空港                     |                                       |                                       |
| ベトナム                              | ハノイ                                | ノイバイ国際空港                                   |                                       |                                       |
| ベトナム                              | ホーチミン市                          | タンソンニャット国際空港                           |                                       |                                       |
| 東アジア                              |                                       |                                                    |                                       |                                       |
| 中国                                  | 北京市                                | 北京首都国際空港                                   |                                       |                                       |
| 中国                                  | 上海市                                | 上海浦東国際空港                                   |                                       |                                       |
| 中国                                  | 広州市                                | 広州白雲国際空港                                   |                                       |                                       |
| 中国                                  | 廈門市                                | 廈門高崎国際空港                                   |                                       |                                       |
| 中国                                  | 昆明市                                | 昆明長水国際空港                                   |                                       |                                       |
| 香港                                  | 香港                                  | 香港国際空港                                       |                                       |                                       |
| 日本                                  | 東京                                  | 東京国際空港                                       |                                       |                                       |
| 日本                                  | 東京                                  | 成田国際空港                                       |                                       |                                       |
| 日本                                  | 大阪市                                | 関西国際空港                                       |                                       |                                       |
| 日本                                  | 名古屋市                              | 中部国際空港                                       |                                       |                                       |
| 日本                                  | 札幌市                                | 新千歳空港                                         |                                       |                                       |
| 日本                                  | 福岡市                                | 福岡空港                                           |                                       |                                       |
| 韓国                                  | ソウル特別市                          | 仁川国際空港                                       |                                       |                                       |
| 台湾                                  | 桃園市                                | 台湾桃園国際空港                                   |                                       |                                       |
| 南アジア                              |                                       |                                                    |                                       |                                       |
| バングラデシュ                        | ダッカ                                | シャージャラル国際空港                             |                                       |                                       |
| インド                                | バンガロール                          | ケンペゴウダ国際空港                               |                                       |                                       |
| インド                                | デリー                                | インディラ・ガンディー国際空港                     |                                       |                                       |
| インド                                | チェンナイ                            | チェンナイ国際空港                                 |                                       |                                       |
| インド                                | ムンバイ                              | チャトラパティ・シヴァージー国際空港               |                                       |                                       |
| インド                                | ハイデラバード                        | ラジーヴ・ガンディー国際空港                       |                                       |                                       |
| インド                                | コルカタ                              | ネータージー・スバース・チャンドラ・ボース国際空港 |                                       |                                       |
| パキスタン                            | イスラマバード                        | イスラマバード国際空港                             |                                       |                                       |
| パキスタン                            | カラチ                                | ジンナー国際空港                                   |                                       |                                       |
| パキスタン                            | ラホール                              | ラホール国際空港                                   |                                       |                                       |
| 西アジア                              |                                       |                                                    |                                       |                                       |
| オマーン                              | マスカット                            | マスカット国際空港                                 |                                       |                                       |
| ヨーロッパ                            |                                       |                                                    |                                       |                                       |
| ベルギー                              | ブリュッセル                          | ブリュッセル空港                                   |                                       |                                       |
| デンマーク                            | コペンハーゲン                        | コペンハーゲン空港                                 |                                       |                                       |
| フランス                              | パリ                                  | パリ＝シャルル・ド・ゴール空港                     |                                       |                                       |
| ドイツ                                | フランクフルト                        | フランクフルト空港                                 |                                       |                                       |
| ドイツ                                | ミュンヘン                            | ミュンヘン空港                                     |                                       |                                       |
| イタリア                              | ミラノ                                | ミラノ・マルペンサ空港                             |                                       |                                       |
| ノルウェー                            | オスロ                                | オスロ空港                                         |                                       |                                       |
| ロシア                                | モスクワ                              | ドモジェドヴォ空港                                 | [ 7 ]                                 |                                       |
| スウェーデン                          | ストックホルム                        | ストックホルム・アーランダ空港                     |                                       |                                       |
| スイス                                | チューリッヒ                          | チューリッヒ空港                                   |                                       |                                       |
| イギリス                              | ロンドン                              | ロンドン・ヒースロー空港                           |                                       |                                       |
| オセアニア                            |                                       |                                                    |                                       |                                       |
| オーストラリア                        | シドニー                              | シドニー国際空港                                   |                                       |                                       |
| オーストラリア                        | メルボルン                            | メルボルン空港                                     |                                       |                                       |
| ニュージーランド                      | オークランド                          | オークランド国際空港                               |                                       |                                       |
| 休・廃止路線                          |                                       |                                                    |                                       |                                       |
| カナダ                                | トロント                              | トロント・ピアソン国際空港                         |                                       |                                       |
| アメリカ合衆国                        | ダラス                                | ダラス・フォートワース国際空港                     |                                       |                                       |
| アメリカ合衆国                        | ニューヨーク                          | ジョン・F・ケネディ国際空港                        |                                       |                                       |
| アメリカ合衆国                        | シアトル                              | シアトル・タコマ国際空港                           |                                       |                                       |
| アメリカ合衆国                        | ロサンゼルス                          | ロサンゼルス国際空港                               | [ 23 ]                                |                                       |
| 中華民国（台湾）                      | 高雄市                                | 高雄国際空港                                       |                                       |                                       |
| マカオ                                | マカオ                                | マカオ国際空港                                     |                                       |                                       |
| ラオス                                | ルアンパバーン                        | ルアンパバーン国際空港                             |                                       |                                       |
| マレーシア                            | ペナン                                | ペナン国際空港                                     |                                       |                                       |
| インド                                | ワーラーナシー                        | ラール・バハードゥル・シャーストリー空港           |                                       |                                       |
| インド                                | ガヤ                                  | ガヤ空港                                           |                                       |                                       |
| クウェート                            | クウェート                            | クウェート国際空港                                 |                                       |                                       |
| アラブ首長国連邦                      | アブダビ                              | アブダビ国際空港                                   |                                       |                                       |
| スペイン                              | マドリード                            | アドルフォ・スアレス・マドリード＝バラハス空港     | [ 24 ]                                |                                       |
| 南アフリカ共和国                      | ヨハネスブルグ                        | O・R・タンボ国際空港                               | [ 25 ]                                |                                       |
| 日本                                  | 仙台市                                | 仙台空港                                           |                                       |                                       |
| カンボジア                            | プノンペン                            | プノンペン国際空港                                 |                                       |                                       |
| ラオス                                | ヴィエンチャン                        | ワットタイ国際空港                                 |                                       |                                       |
| ミャンマー                            | ヤンゴン                              | ヤンゴン国際空港                                   |                                       |                                       |
| 中国                                  | 成都市                                | 成都双流国際空港                                   |                                       |                                       |
| 韓国                                  | 釜山広域市                            | 金海国際空港                                       |                                       |                                       |
| イラン                                | テヘラン                              | エマーム・ホメイニー国際空港                       |                                       |                                       |
| アラブ首長国連邦                      | ドバイ                                | ドバイ国際空港                                     |                                       |                                       |
| スウェーデン                          | ストックホルム                        | ストックホルム・アーランダ空港                     |                                       |                                       |
| イタリア                              | ローマ                                | フィウミチーノ空港                                 |                                       |                                       |
| オーストラリア                        | パース                                | パース空港                                         |                                       |                                       |
| オーストラリア                        | ブリスベン                            | ブリスベン空港                                     |                                       |                                       |
| オーストリア                          | ウイーン                              | ウイーン国際空港                                   |                                       |                                       |
| タイ                                  | スラートターニー県                    | スラートターニー空港                               |                                       |                                       |
| タイ                                  | サムイ島                              | サムイ空港                                         |                                       |                                       |

2015年3月現在ではタイ各地やアセアン諸国を中心に、一部の国を除くアジア全域、ヨーロッパ、中東、オセアニアと北アメリカに就航。タイ国内路線の競争激化を受けて、一部の路線を子会社の格安航空会社であるノックエアに委譲した。

## 日本との関係
日本路線は、バンコク/スワンナプーム国際空港から東京/成田・東京/羽田・大阪/関西・名古屋/中部・札幌/新千歳・福岡の5都市6空港に乗入れている。今後更に、沖縄/那覇への就航を目指す計画がある。

### 運航便
情報は2025年7月現在。機材などは変更となる場合がある。最新の情報は公式ホームページを参照。
| 便名       | 路線                    | 路線      | 機材 | コードシェア |
| ---------- | ----------------------- | --------- | --- | --- |
| TG682/683  | バンコク/スワンナプーム | 東京/羽田 | ボーイング777-300ER                                                                                               | LY、NH |
| TG660/661  | バンコク/スワンナプーム | 東京/羽田 | エアバスA350-900                                                                                                  | NH |
| TG640/641  | バンコク/スワンナプーム | 東京/成田 | エアバスA350-900                                                                                                  | LY、NH |
| TG642/643  | バンコク/スワンナプーム | 東京/成田 | - ボーイング777-300ER - エアバスA350-900                                                                          | LY、NH、TK |
| TG676/677  | バンコク/スワンナプーム | 東京/成田 | ボーイング777-300ER                                                                                               | LY、NH、AC |
| TG622/623  | バンコク/スワンナプーム | 大阪/関西 | ボーイング777-300ER                                                                                               | LY、NH、TK |
| TG672/673  | バンコク/スワンナプーム | 大阪/関西 | ボーイング777-300ER                                                                                               | LY、NH、TK |
| TG644/645  | バンコク/スワンナプーム | 中部      | エアバスA350-900                                                                                                  | LY、NH |
| TG670/671  | バンコク/スワンナプーム | 新千歳    | ボーイング787-8/-9                                                                                                | LY、NH |
| TG648/649  | バンコク/スワンナプーム | 福岡      | エアバスA330-300                                                                                                  | LY、NH、TK |
| 過去の路線 |                         |           | | |
|            | バンコク/スワンナプーム | 仙台      | 2013年12月から2014年3月（デモのため休止）、2019年10月から2020年にかけて（コロナウイルスのため休止）運航していた。 | 2013年12月から2014年3月（デモのため休止）、2019年10月から2020年にかけて（コロナウイルスのため休止）運航していた。 |

### 歴史
- 1960年、東京/羽田へ初就航。
- 2008年7月17日、東京/成田 - プーケット線の運航を再開した。
- 2010年10月31日から東京国際空港の深夜・早朝発着枠設定により、羽田空港に32年ぶりに再就航した。この路線にはエアバスA340-500型機で運航する。
- 2011年12月1日運航便より、東京/羽田-バンコク線にボーイング777-300ER型機を投入。
- 2012年10月30日から、バンコク - 札幌線を週3便で就航。使用機材はエアバスA330-300型機。
- 2013年1月1日から、東京/成田線にエアバスA380型機、大阪/関西線にボーイング747-400型機が投入された。
- 2013年6月1日より、東京/羽田線にも、ボーイング747-400型機を投入。
- 2013年10月27日より、バンコク - 成田線をエアバスA380での運航を1日2便化[27]。
- 2013年12月2日から、大阪/関西線を再度大型化し、エアバスA380型機の運航を開始[28]。
- 仙台-バンコク線を2013年12月3日から運航開始したが、デモの影響による搭乗率の悪化のため、2014年3月28日をもって運休[29][30]。
- 2014年8月1日から、東京/羽田線にボーイング787-8型機を投入[31]。
- 2015年3月に、国際民間航空機関（ICAO）が、タイ航空当局に「重大な安全上の懸念（SSC）」があると判断したことを受けて、国土交通省航空局（JCAB）は、タイ国際航空も含めたタイ王国籍の航空会社が日本への新規就航及び増便を制限する措置実施した[32]。
- 2016年5月16日、バンコク - 関西線にエアバスA380を再投入[33]。
- 2017年10月28日、日本航空（JAL）とのコードシェア提携を終了[34]
- 2019年10月29日、バンコク - 仙台線を週3便で運航再開[35]。

## サービス

### 機内サービス

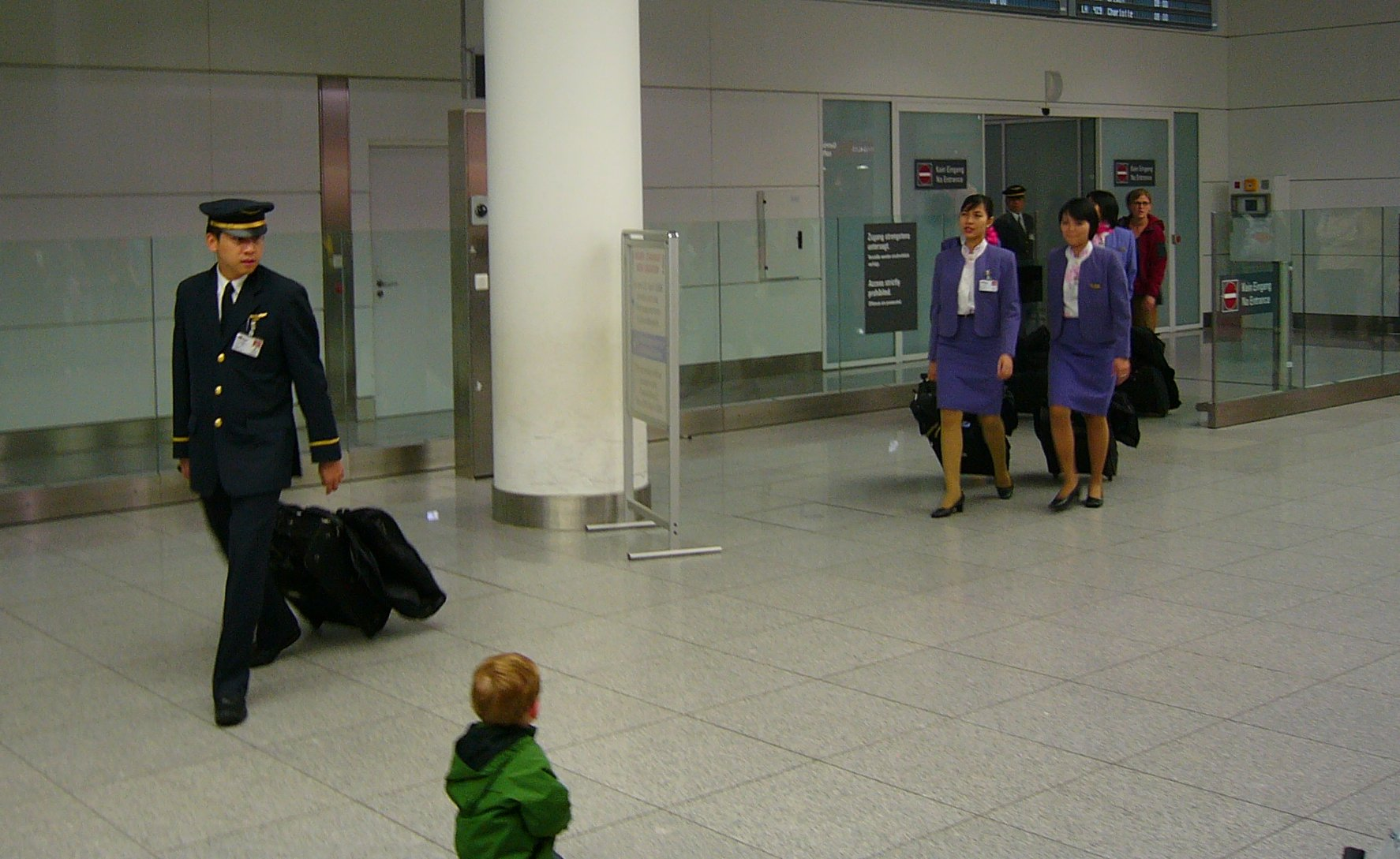
タイ国際航空の客室乗務員

専門誌やビジネス誌などによるサービスランキングでは、上位の常連である。客室乗務員は、女性乗務員はビジネスクラス以上ではタイの民族衣装に身を包み、男性乗務員は、黒や灰色を基調としたスーツに身を包み、ワイ（タイの伝統的な合掌する挨拶）で乗客を迎える。
エコノミークラスでは、紫を基調とした洋服を着用する。
機内食は、鶏肉や豚肉をメインとしたタイ料理が主流であるが、便に合わせて各国の料理が提供される。ビジネスクラスでも実施しているが、エコノミークラスでは珍しく「事前の和食チョイスサービス」が実施されている。
ボーイング777-200ER/300/300ER、及びボーイング787、エアバスA350、エアバスA330、全機種オンデマンド式のシートテレビが装備されている。エコノミー席にもパソコン電源が装備されている。
クラスは、ロイヤルファーストクラス、ロイヤルシルククラス（ビジネスクラス）、プレミアムエコノミークラス（ボーイング777-300ERで運航されるコペンハーゲン線、ストックホルム線のみ）、エコノミークラスに分かれている。コペンハーゲンとストックホルムの各線ではボーイング777-300ER型機を使用しているが、通常2クラス運用のところビジネスクラス後方をプレミアムエコノミーとして追加して3クラス運用として提供されており、ビジネスクラスのシートTVはプレミアムエコノミー運用時でも使用可能。
タイの仏教僧には、どのクラスよりも早い最優先搭乗や、戒律を守るため僧侶に配慮した座席や機内食、到着後のファーストクラスよりも早い最優先降機など、一般客にはない数々のサービスが存在する。

### ラウンジ

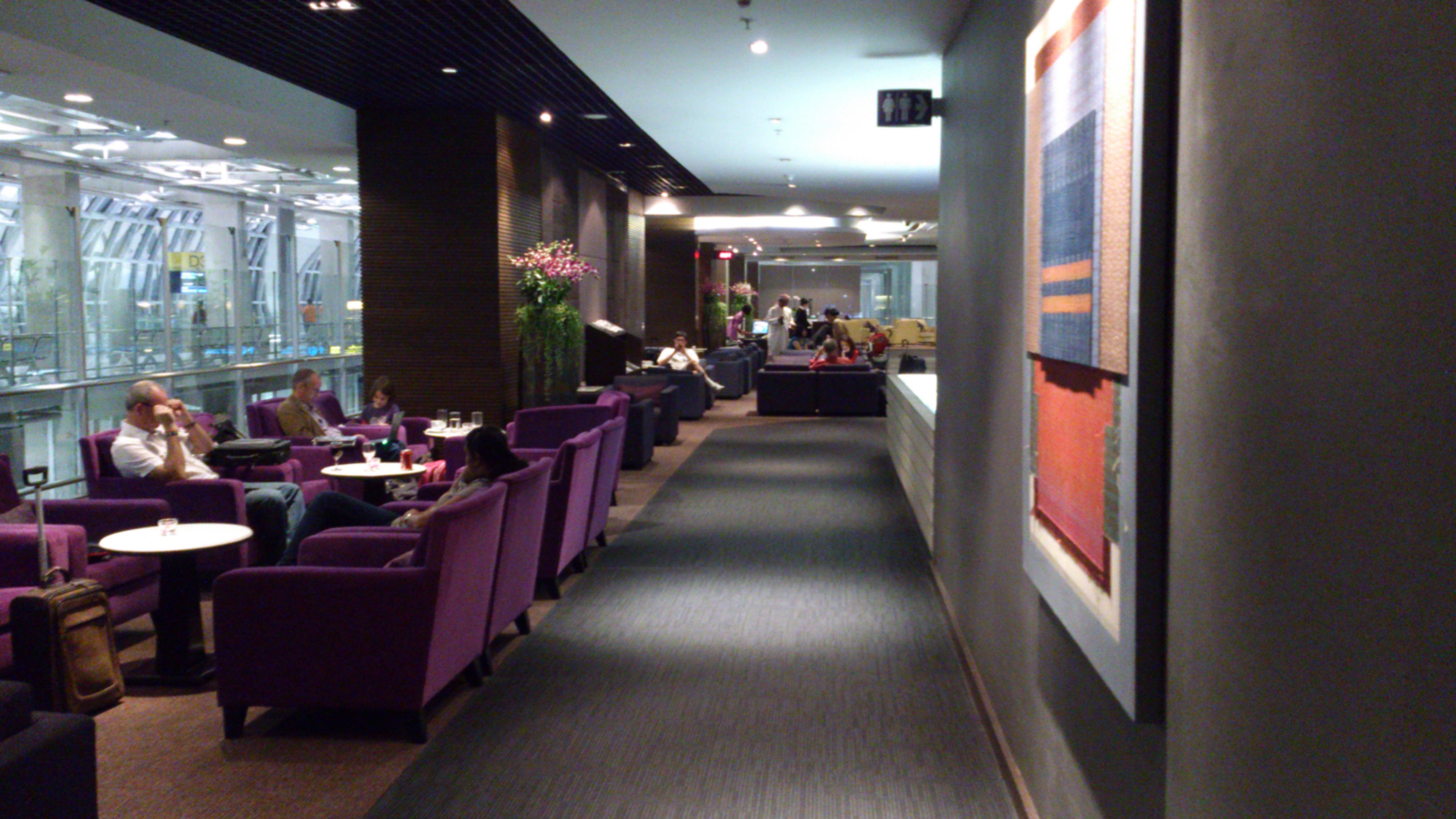
スワンナプーム国際空港のロイヤル・オーキッド・ラウンジ

主要空港を中心にロイヤル・オーキッド・ラウンジを設置。ハブ空港のスワンナプーム国際空港内のファーストクラスラウンジ「ロイヤル・オーキッドスパ・ラウンジ」は無料で本格的なスパ・トリートメントが味わえるほか、マンダリン・フットマッサージも受けられるなど最上のサービスを提供。2016年スカイトラックス社のファーストクラス・ラウンジ部門で8位を受賞した。

### 運賃
正規割引運賃（PEX）として、「TG前売り」がある。バンコクをはじめとするタイ各都市、東南アジアの一部都市、デリー、ドバイ、ヨーロッパ、オセアニアへの設定がある。

## 共同運航パートナー
スターアライアンス加盟航空会社との共同運航も多いが、スターアライアンスに加盟していない航空会社との共同運航も多い。

### スターアライアンス加盟航空会社
- アシアナ航空 : ソウル/仁川 - バンコク・プーケット・釜山
- エア・カナダ : 東京/成田 - バンクーバー・トロント、香港 - バンクーバー・トロント、フランクフルト - モントリオール、ロンドン - トロント、チューリッヒ - トロント
- オーストリア航空 : ウィーン - バンコク、インスブルック
- スイス インターナショナル エアラインズ : チューリッヒ・シンガポール - バンコク
- スカンジナビア航空 : コペンハーゲン - バンコク・ストックホルム・オスロ
- 全日本空輸 : 東京/成田 - バンコク・サンフランシスコ・ロサンゼルス・シカゴ・ニューヨーク/ケネディ・ワシントンD.C.・札幌/新千歳、仙台、東京/羽田 、名古屋/中部、福岡- バンコク・大阪/関西
- TAPポルトガル航空 :
- 南アフリカ航空 :
- ニュージーランド航空 : オークランド - クライストチャーチ・シドニー・香港
- ユナイテッド航空 : 東京/成田 - サンフランシスコ・シカゴ、ロンドン - シカゴ、ロサンゼルス - ニューヨーク/ケネディ・ワシントン・デンバー・シアトル
- ルフトハンザドイツ航空 : バンコク - フランクフルト・ミュンヘン・クアラルンプール、フランクフルト - コペンハーゲン・ミュンヘン・デュッセルドルフ・アムステルダム・ニューヨーク・ボストン・ワシントンD.C.・マイアミ・アトランタ・シカゴ・ダラス・フォートワース・ヒューストンなど
- エジプト航空 : バンコク - カイロ
- ブリュッセル航空:バンコク-ブリュッセル
- エア・インディア:
- エバー航空:台北-バンコク
- ターキッシュエアラインズ:バンコク-イスタンブール・香港・クアラルンプール・シドニー・メルボルン・バース・ブリスベン・オークランド

### スターアライアンス非加盟航空会社
- マカオ航空 : バンコク - マカオ
- マダガスカル航空 : バンコク - アンタナナリボ
- エミレーツ航空 : バンコク - ドバイ
- エル・アル航空 : バンコク - テルアビブ
- カタール航空 : バンコク - ドーハ
- ガルフエア : バンコク - アブダビ・香港
- S7航空 :
- チャイナエアライン : バンコク - 高雄
- 中国東方航空 : バンコク - 上海/浦東
- 中国南方航空 : バンコク - 北京-首都
- マレーシア航空 : バンコク - クアラルンプール
- ロイヤル・ヨルダン航空 : バンコク - アンマン

## グループ企業
- タイ・スマイル (THAI Smile) 低価格運賃で運航するブランド名
- ノックエア（Nok Air）タイ国内線を運航する格安航空会社

## 事件・事故
- タイ国際航空311便墜落事故
- タイ国際航空261便墜落事故
- 1986年10月29日 - バンコクからマニラを経由して大阪国際空港へ向かっていたタイ国際航空620便のトイレで手榴弾が爆発し、同機は大阪国際空港に緊急着陸した。この手榴弾は、暴力団員がフィリピンから密輸しようとしたものだった。この爆発で、機体の後部圧力隔壁が破損し、手榴弾を所持していた暴力団員は重傷を負った。後にこの人物は大阪府警に逮捕され、懲役20年の実刑判決を受けた。この事件では、他の乗客62名も負傷した。なお、この時に620便として運航されていたのはエアバスA300-600であり、当時はわずか3週間前に就航したばかりの新鋭機だった。当該機は後に修理されて運航に戻っている[37]。

## 労働問題
コロナ禍の影響で経営破綻した2020年5月以降、タイ国際航空は、日本国内で従業員42人を削減する計画を示し、2021年8月から希望退職を募り、同年10月までに41人が退職に応じた。しかし、1991年に同航空に採用され大阪支店の営業部門に勤務していた50歳代の男性は、希望退職に応じなかったため、2021年11月に持病を理由に退職するよう求められ、断ったところ、2022年1月に勤務成績の悪さなどを理由として解雇された。この男性は同年3月に「解雇は経営上の都合であり、解雇権の濫用に当たる」として大阪地方裁判所に労働審判を申し立て、同地裁が7月に解雇無効を認めたが、タイ航空側はこれに異議を申し立て、民事訴訟に移行。2023年7月31日に同地裁は、解雇を無効とした上で、男性が退職し同社が男性に解決金を支払うことで和解が成立した。